# Goes
Goes (uitspraakⓘ) (Zeeuws: Hoes) is een stad op het schiereiland Zuid-Beveland, centraal gelegen in de Nederlandse provincie Zeeland. De stad Goes telt 29.420 inwoners (2023) en de gemeente 39.682 inwoners (22 november 2024, bron: CBS). Goes is tevens de hoofdplaats van de gelijknamige gemeente Goes. Goes is qua inwoneraantal de derde stad van de provincie Zeeland na Middelburg en Vlissingen.

## Geschiedenis
Goes is in de 10e eeuw ontstaan aan de rand van een kreek genaamd de Korte Gos. Het op een kreekrug gebouwde dorp groeide snel en reeds in de 12e eeuw was er sprake van een marktplein en een aan Maria Magdalena gewijde kerk. Door de snelle groei kreeg Goes in 1405 stadsrechten van de graaf van Zeeland, Willem VI en in 1417 officieel toestemming om zich te versterken met stadsmuren en een stadsgracht. De welvaart van de stad was gebaseerd op lakennijverheid en de winning van zout, dat uit veen gewonnen wordt, het zogeheten darinkdelven. In de 16e eeuw ging het Goes minder voor de wind. De verbinding met zee verzandde en in 1554 vernietigde een grote stadsbrand het noordwestelijk deel van de stad. De oorzaak was een in brand geraakte zoutkeet in combinatie met een straffe noordoostenwind.
Begin 1572 namen de Spanjaarden de stad in; de op dat moment heersende gouverneur van Walcheren (in naam van Willem van Oranje), Jerome Tseraerts, ondernam met Engelse huurlingen een poging de stad te heroveren. Dit werd geen succes door voedsel- en munitietekorten en de belegering werd ontbonden. In 1577 verlieten de Spaanse troepen die op dat moment de stad bestuurden Goes, en de stad sloot zich aan bij de Prins van Oranje. Tussen 1585 en 1625 werd de verdedigingsgordel rond Goes verder aangelegd die tegenwoordig nog gedeeltelijk aanwezig is. In de eeuwen hierna speelde Goes geen belangrijke rol behalve die van agrarisch centrum van Zuid-Beveland. In 1868 kreeg Goes een treinverbinding. Dit leidde echter niet zoals bij veel steden tot industrialisatie. De economie bleef zich richten op dienstverlening en distributie. Eveneens bleef de agrarische sector een belangrijke rol spelen, tot op de dag van vandaag.
De wereldoorlogen hebben relatief weinig materiele schade aangericht in Goes. Tijdens de Eerste Wereldoorlog raakten 7 bommen Goes en Kloetinge; dit was een vergissing van de bemanning van een Brits vliegtuig. In Kloetinge vielen 3 bommen, de schade viel mee. In Goes werd een huis aan de Magdalenastraat verwoest, er viel 1 dode. Ook een aantal vrachtschepen in de haven werd geraakt en liep grote schade op. Tijdens de Tweede Wereldoorlog heeft Goes niet veel gemerkt van het oorlogsgeweld dat toch vlak naast de stad (de Sloedam en de slag om de Schelde) plaatsvond. Er werd in Goes weinig vernield, wel stond de stad tot de bevrijding op 29 oktober 1944 onder bevel van de Duitsers.
Tijdens de watersnood van 1953 bleef Goes droog. De dijken ten noorden van de stad hielden het, al scheelde het niet veel, zoals de dijk bij Kattendijke die door versterking door zandzakken overeind bleef. Als dit niet zo was geweest waren de gevolgen voor Goes en de rest van Zuid-Beveland niet te overzien geweest. Wel getroffen werden Wolphaartsdijk en Oud-Sabbinge, toen nog een eigen gemeente, nu onderdeel van de gemeente Goes. In die dorpen kwamen in totaal 14 mensen om. De stad Goes gold in de ramptijd als opvangplaats voor de vele mensen die uit overstroomde dorpen als Wolphaartsdijk, Kortgene en Kruiningen geëvacueerd werden. In de Grote kerk in Goes werden bovendien lijken opgebaard.
De eerstvolgende groeistuipen kreeg Goes pas weer in de jaren 60 en 70 van de 20e eeuw. De industrie nam toe en de rol van dienstencentrum werd versterkt. Het noordwestelijk deel van de binnenstad, de Smallegangesbuurt, werd grotendeels gesloopt. Vanaf 1982 werd het wijkje herbouwd. De stad groeide sterk door de aanbouw van nieuwe wijken als de Noordhoek, het Goese Meer, Oostmolenpark, Overzuid en Ouverture. Sindsdien gaat het Goes voor de wind; het is nu na Middelburg, Terneuzen en Vlissingen, volgens CBS-gegevens, een aanzienlijk economisch centrum in Zeeland en dat valt te zien aan het moderne kantorenpark 'Stationspark'. Volgens het CBS is Goes wat bedrijfshuisvesting, commerciële dienstverlening en cultuur/recreatie betreft na Middelburg en Terneuzen de derde stad van Zeeland. Wat detailhandel betreft is het zelfs, na Middelburg, de tweede stad. Op onderwijsgebied (aantal leerlingen voortgezet, hoger en wetenschappelijk onderwijs) moet Goes de eer laten aan Middelburg, Terneuzen en Vlissingen. Na Terneuzen en Vlissingen is Goes de grootste Zeeuwse industriestad.
Op 27 oktober 1976 vond er een ernstig treinongeluk plaats bij Goes, waarbij 7 doden en 8 gewonden vielen.

## Toekomst
Er zijn veel nieuwe wijken in voorbereiding, zoals Goese Schans (door problemen met bestemmingsplan uitgesteld), Mannee, Aria, en Riethoek samen goed voor ongeveer 3250 nieuwe woningen.

## Naamgeving
De meest waarschijnlijke herkomst van de naam Goes is een tekst uit 976 die Curtagosum vermeldt. De waternaam Gosa met de aanduiding curt wordt gelezen als Korte Gos. Goes heeft vermoedelijk in 1405 stadsrechten verkregen en vierde daarom in 2005 zijn 600-jarig bestaan als stad.
Het wapen van Goes toont onder andere een witte gans, die afkomstig is van Zuid-Beveland. Over de reden dat de gans opduikt in het stadswapen bestaan verschillende theorieën. Volgens de website van de gemeente Goes zijn de ganzen waarschijnlijk een verwijzing naar de wilde ganzen die op Zuid-Beveland overwinteren. Goes wordt daarom ook wel "Ganzenstad" genoemd.   Tijdens carnaval wordt de naam tijdelijk veranderd in 'Hanzehat', Zeeuws voor 'Ganzegat'.
Vanwege de lokale zachte uitspraak van de 'G' die daardoor als een 'H' klinkt, wordt ook wel gesuggereerd dat Goes een Hanzestad is. Dat de Hanzebank (later opgegaan in de NMB), lange tijd een filiaal in de stad had, zal hier aan hebben bijgedragen.

## Cultuur en recreatie

### Bouwwerken en architectuur
Bekende of opmerkelijke bouwwerken in Goes:
- Het stadhuis aan de markt, daterend uit de 15e eeuw, gebouwd in gotische stijl.
- Slot Oostende, voormalig kasteel; momenteel als restaurant, hotel en bierbrouwerij in gebruik
- Hotel 'de Korenbeurs', gehuisvest in het voormalige burgemeestershuis, gebouwd in 1753
- De Grote of Maria Magdalenakerk in laatgotische stijl, daterend uit 1423. Hierin bevinden zich een koor, een orgel en een grafmonument.
- Een getijwaterkorenmolen 't Soepuus aan de Kleine Kade, die tot ongeveer 1800 in werking is geweest, met koepeltorentje uit 1624
- Verschillende oude poortjes, onder andere in de Zusterstraat, daterend uit 1655
- De ronde stenen korenmolen De Koornbloem met stelling uit 1801
- De televisietoren Goes uit 1957, 135 m hoog (voor 2007 146 m hoog)
- De watertoren uit 1912
- De Stadshaven van Goes.
- Jachthaven “De Werf”.
- Oude straten als de Sint Jacobstraat, Pyntorenstraat, Korte Kerkstraat, Koningstraat, Opril Grote Markt en de Zusterstraat
- Oude pleinen zoals: Vlasmarkt, Singelstraat, Beestenmarkt en natuurlijk het grootste plein van Goes: de Grote Markt
- De Sionkerk van de Gereformeerde Gemeente is met 2.250 zitplaatsen de grootste kerk van de stad.
- Historisch Museum De Bevelanden in een oud klooster met vlak bij de Manhuistuin
- De oude wallen en vestes rond de binnenstad van Goes
- De Muziekschool in de oude villa
- Stoomtrein Goes - Borsele
- Recreatiepark de Hollandsche hoeve
- Theater De Mythe
- Door de gemeente Goes loopt een wandelnetwerk, het Kiekendiefpad, langs tamelijk onbekende natuur in het gebied van de Ooster- en Westerschenge
- De Sint Maartensbrug over de stadshaven
- Het Stadskantoor

### Muurschilderingen
In 2015 is op initiatief van "De Culturele Raad Goes" het evenement "Mural Goes" gestart.
Sindsdien zijn er muurschilderingen verdwenen maar zijn er ook weer bijgekomen.

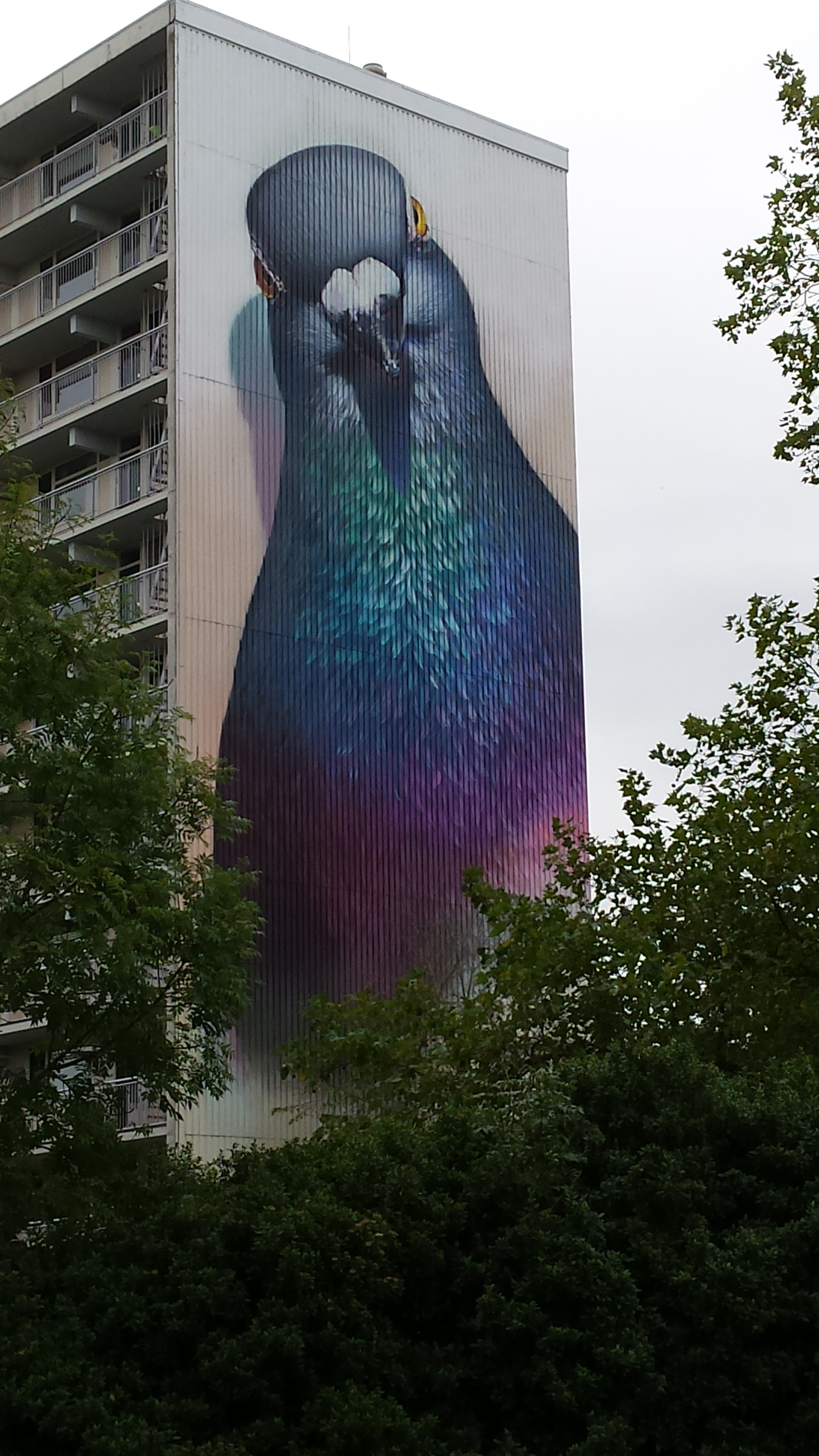
flat Bongerd
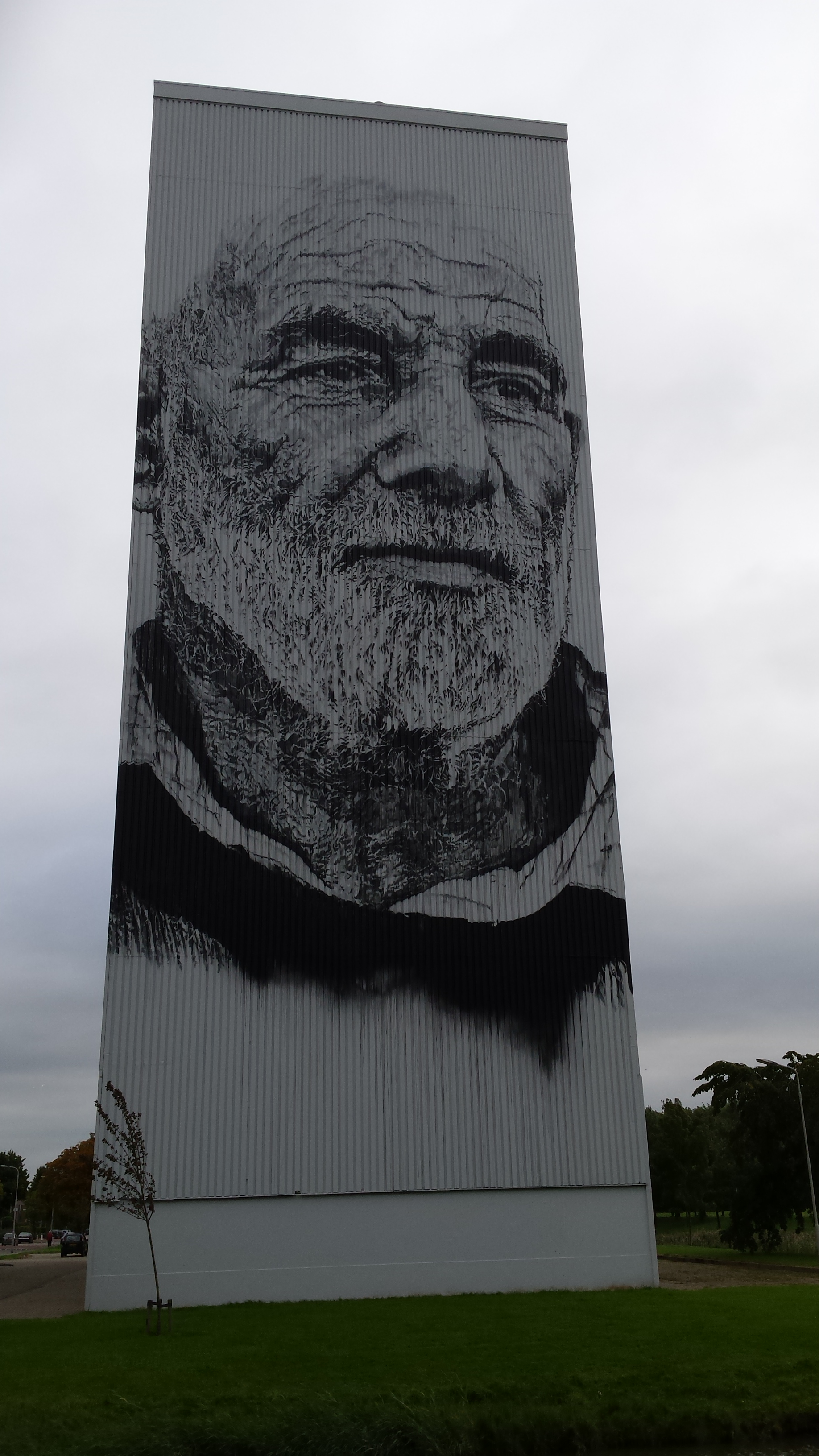
flat Weidezicht westzijde
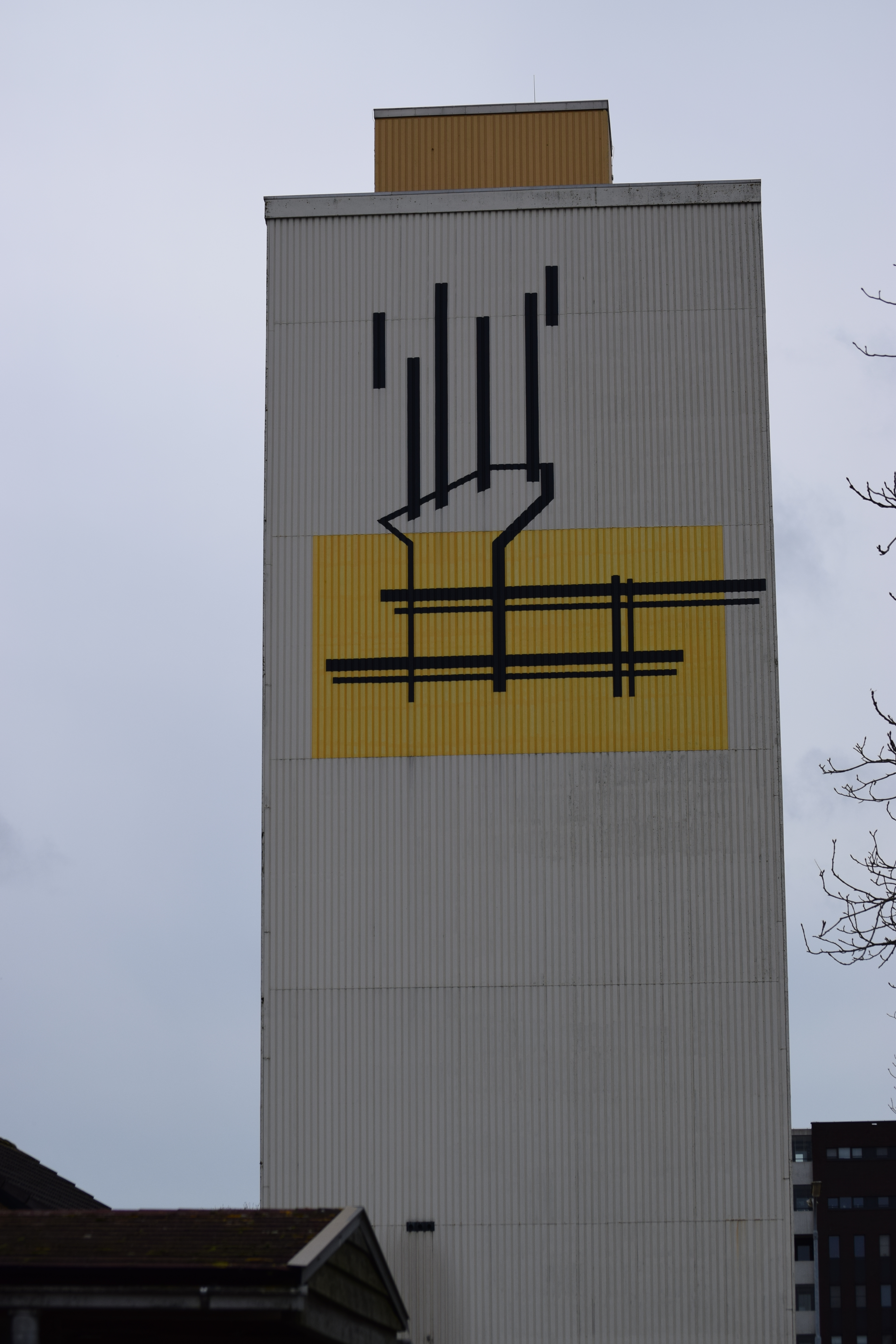
flat Weidezicht oostzijde
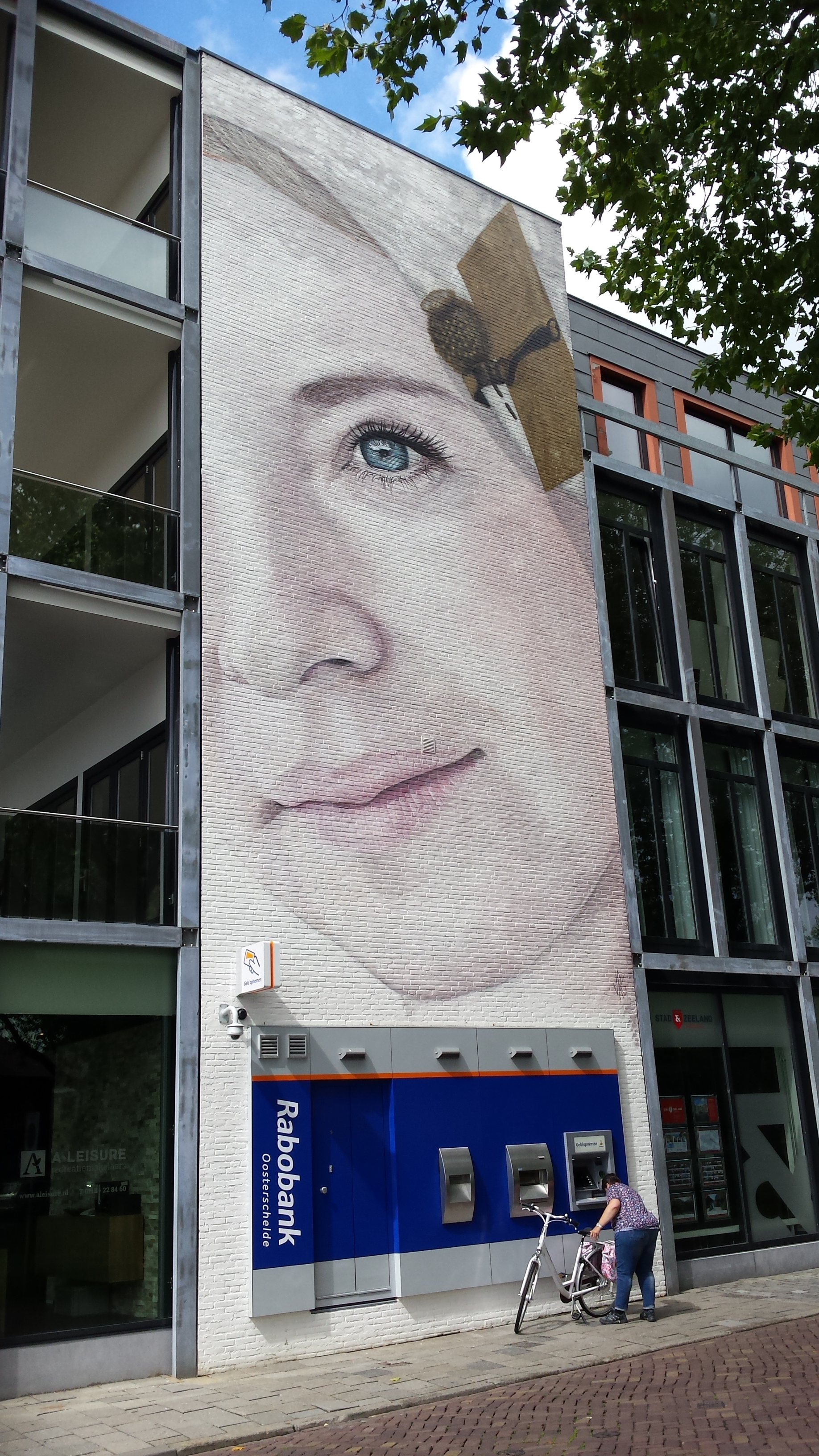
Dam
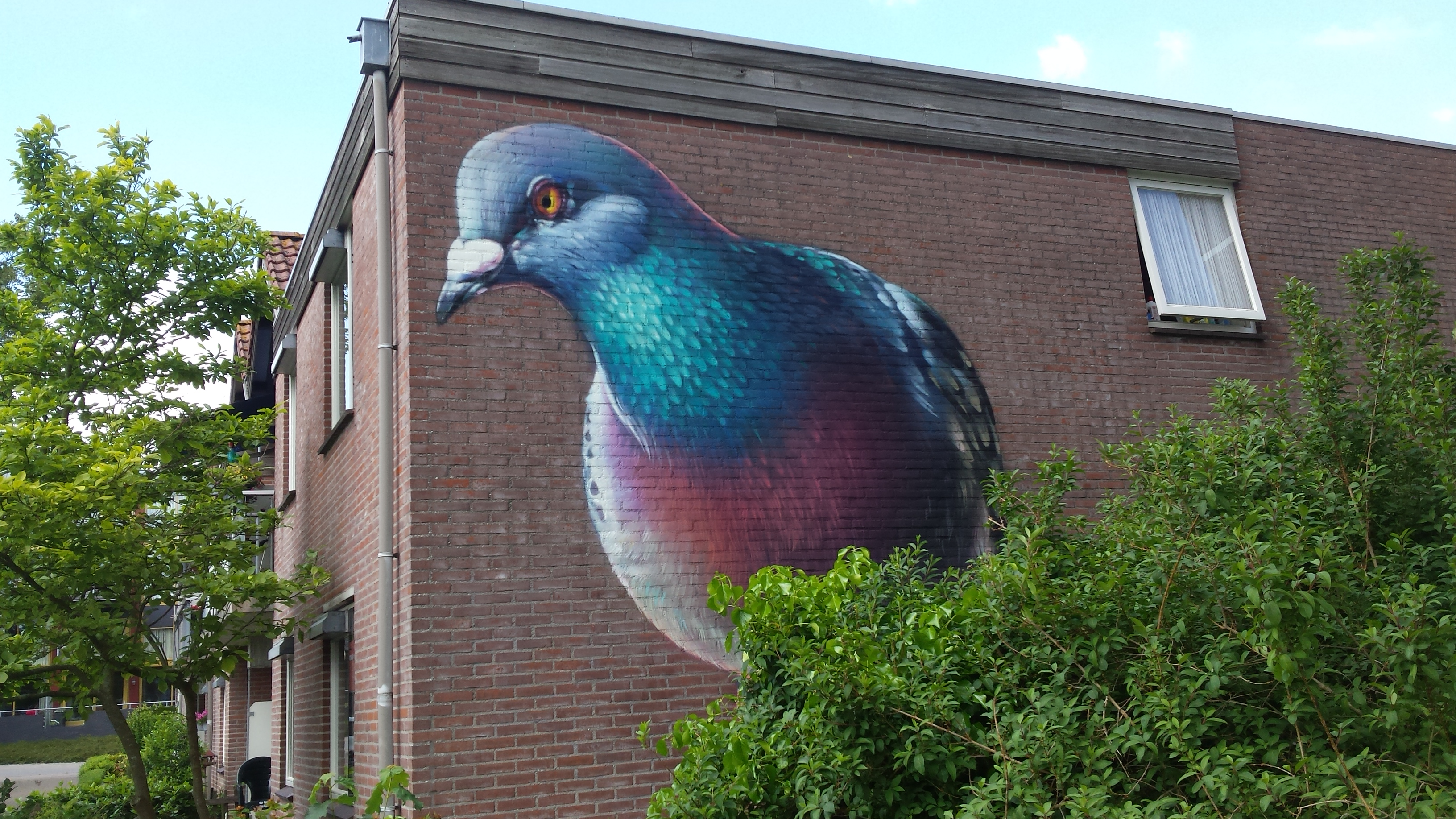
Oude Singel
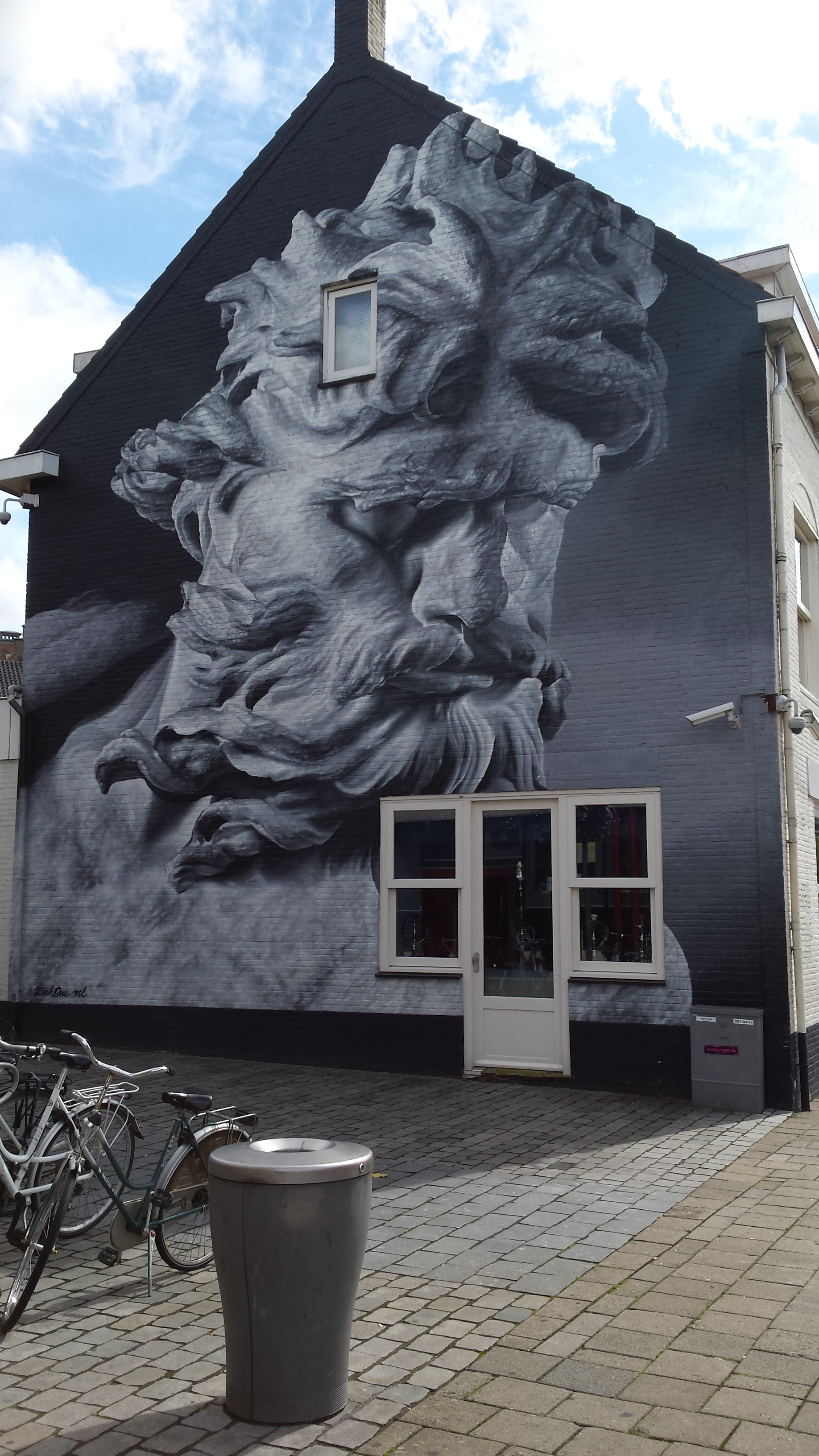
Wijngaardstraat
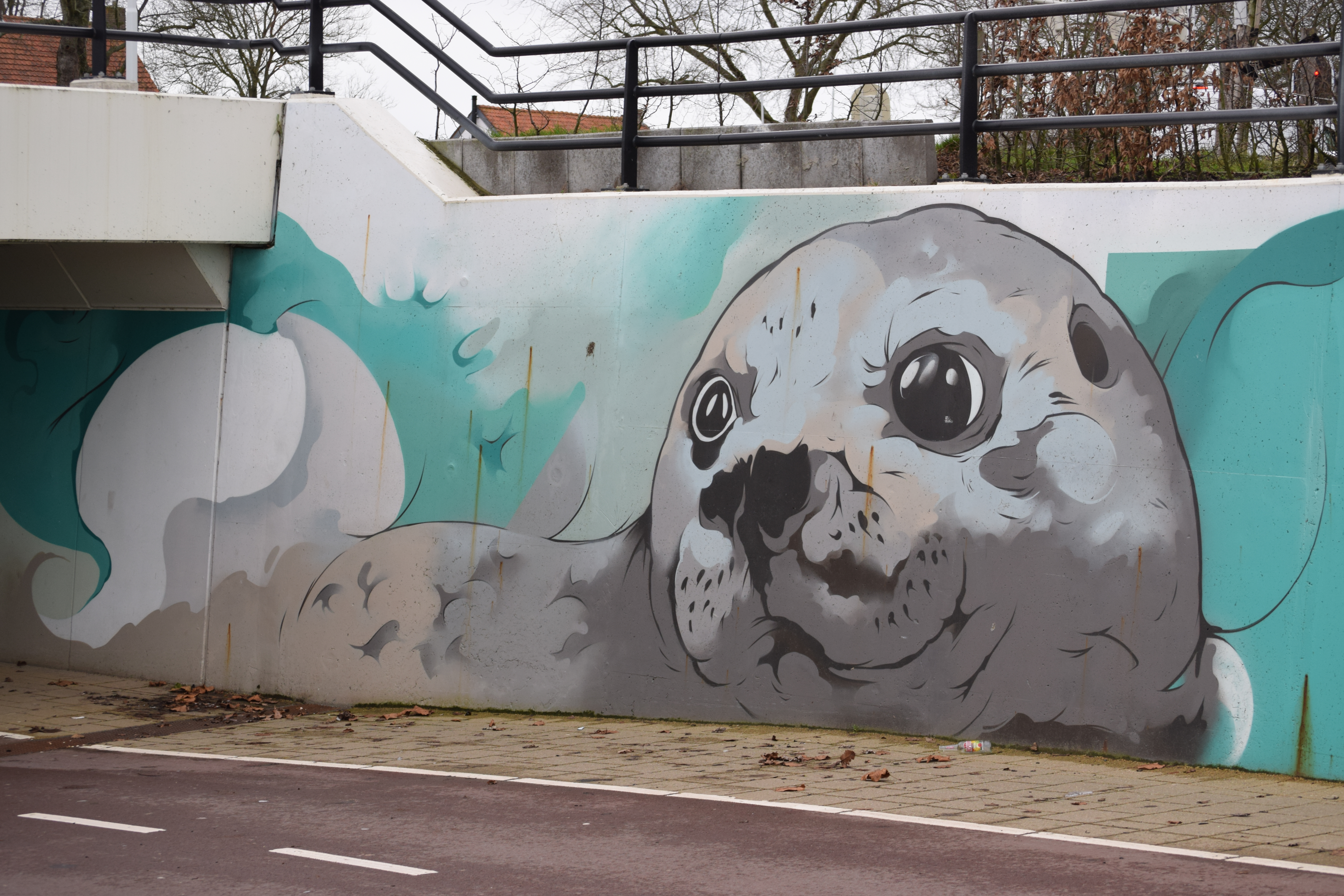
Fietstunnel JA van der Goeskade
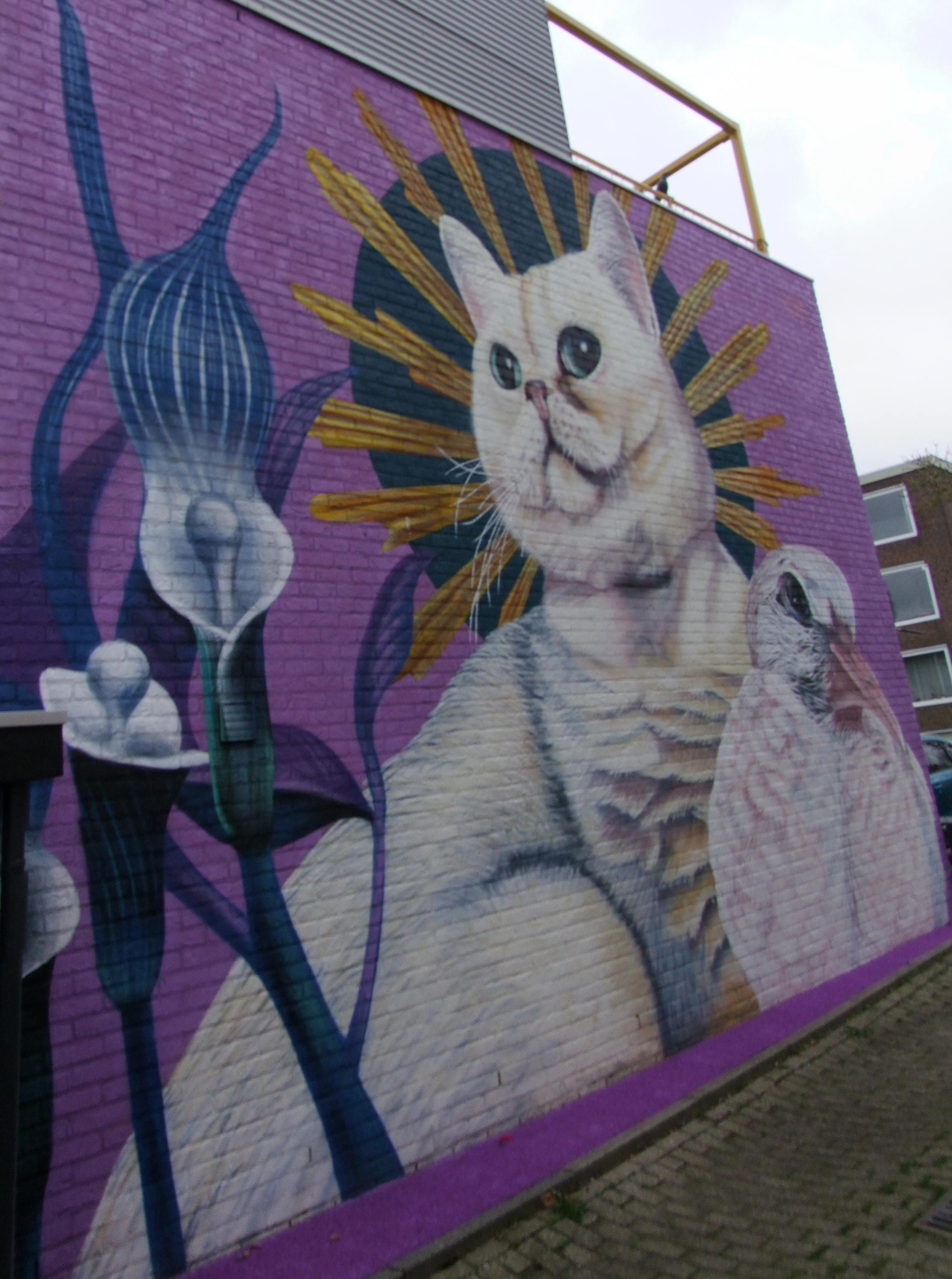
Breitnerstraat
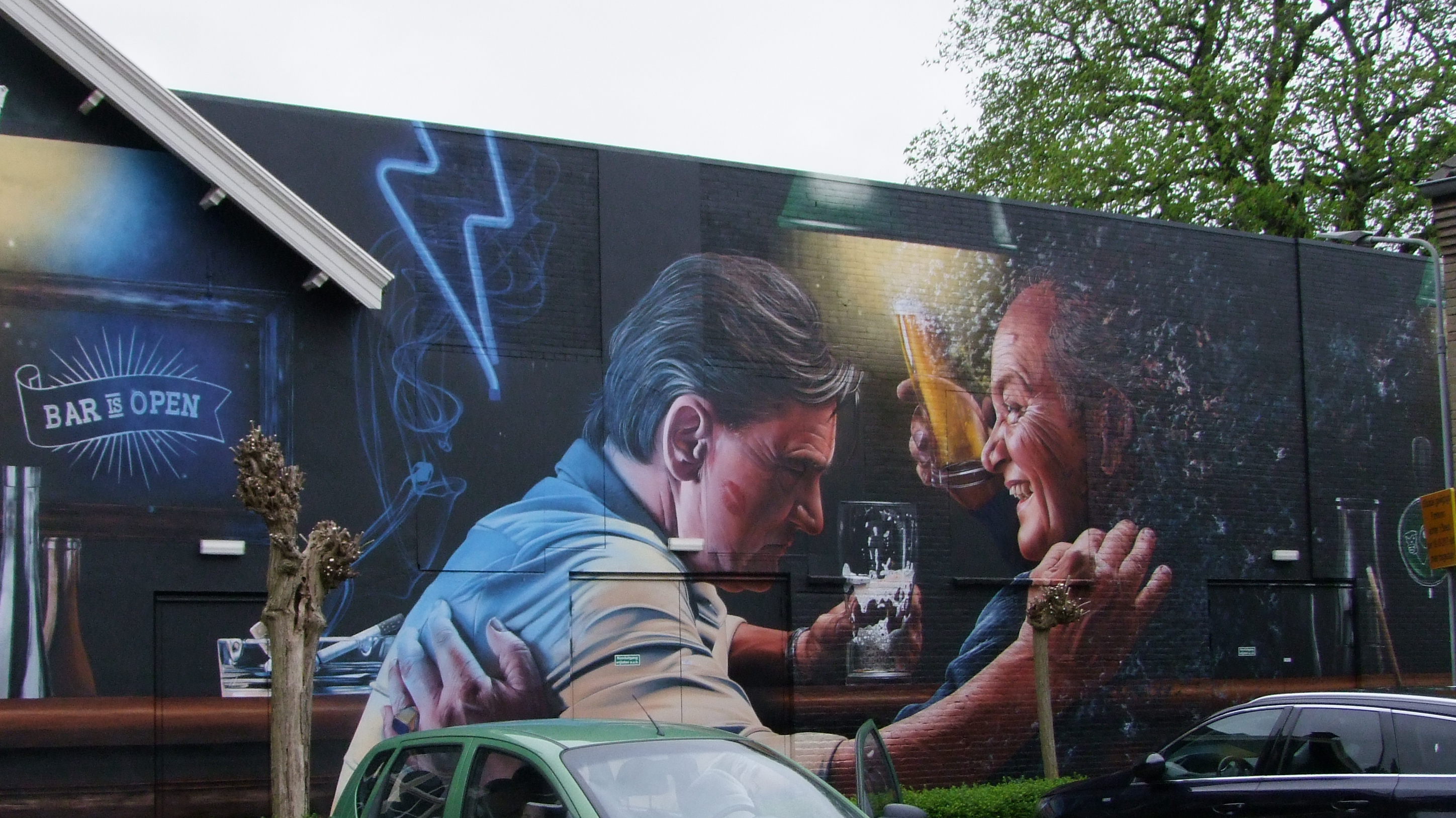
Podium 't Beest

### Beeldhouwwerken
Verspreid in de stad staan klassieke maar ook moderne beeldhouwwerken.

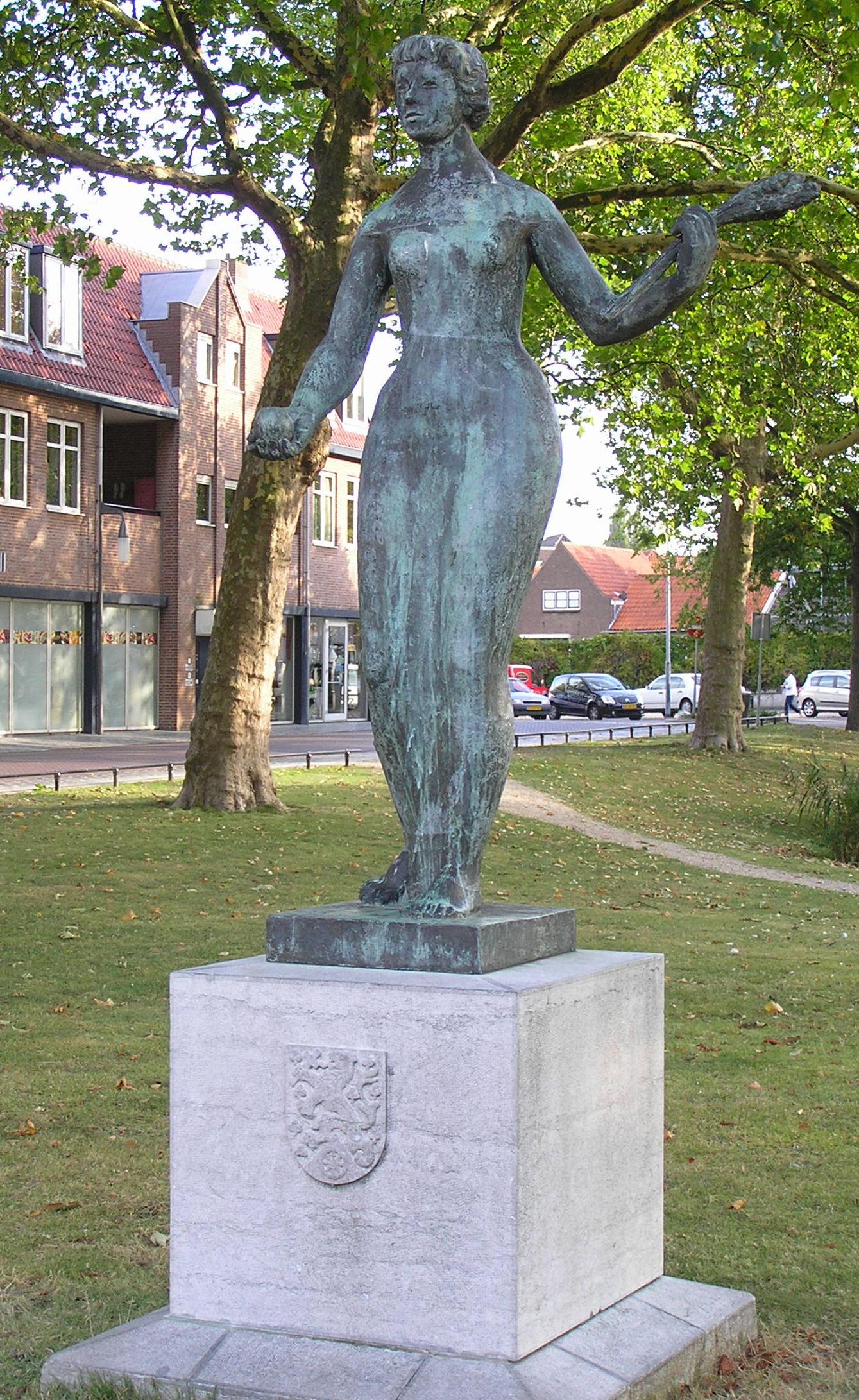
Ceres (Dam)
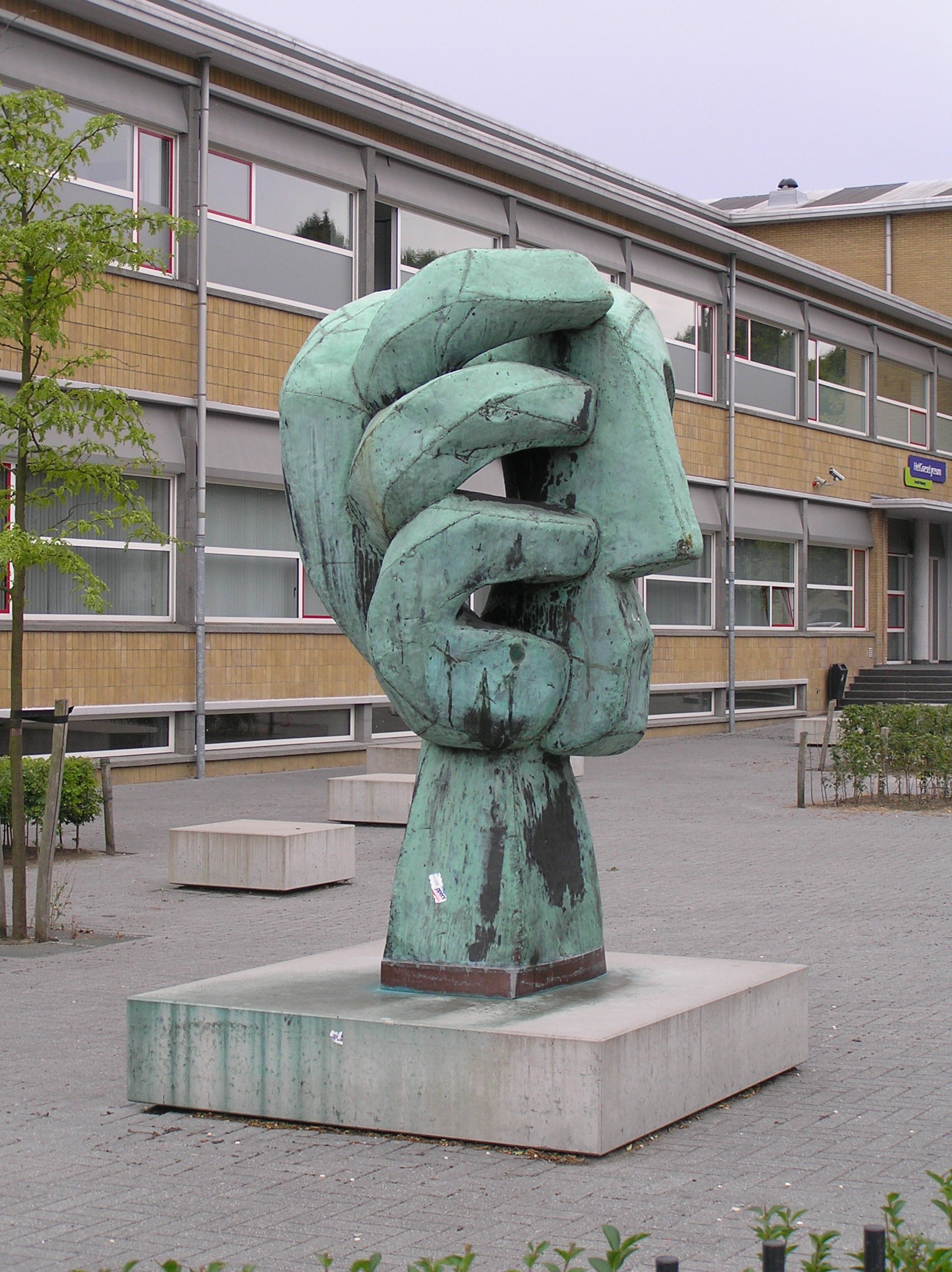
Hand, hoofd en hart (Bergweg)
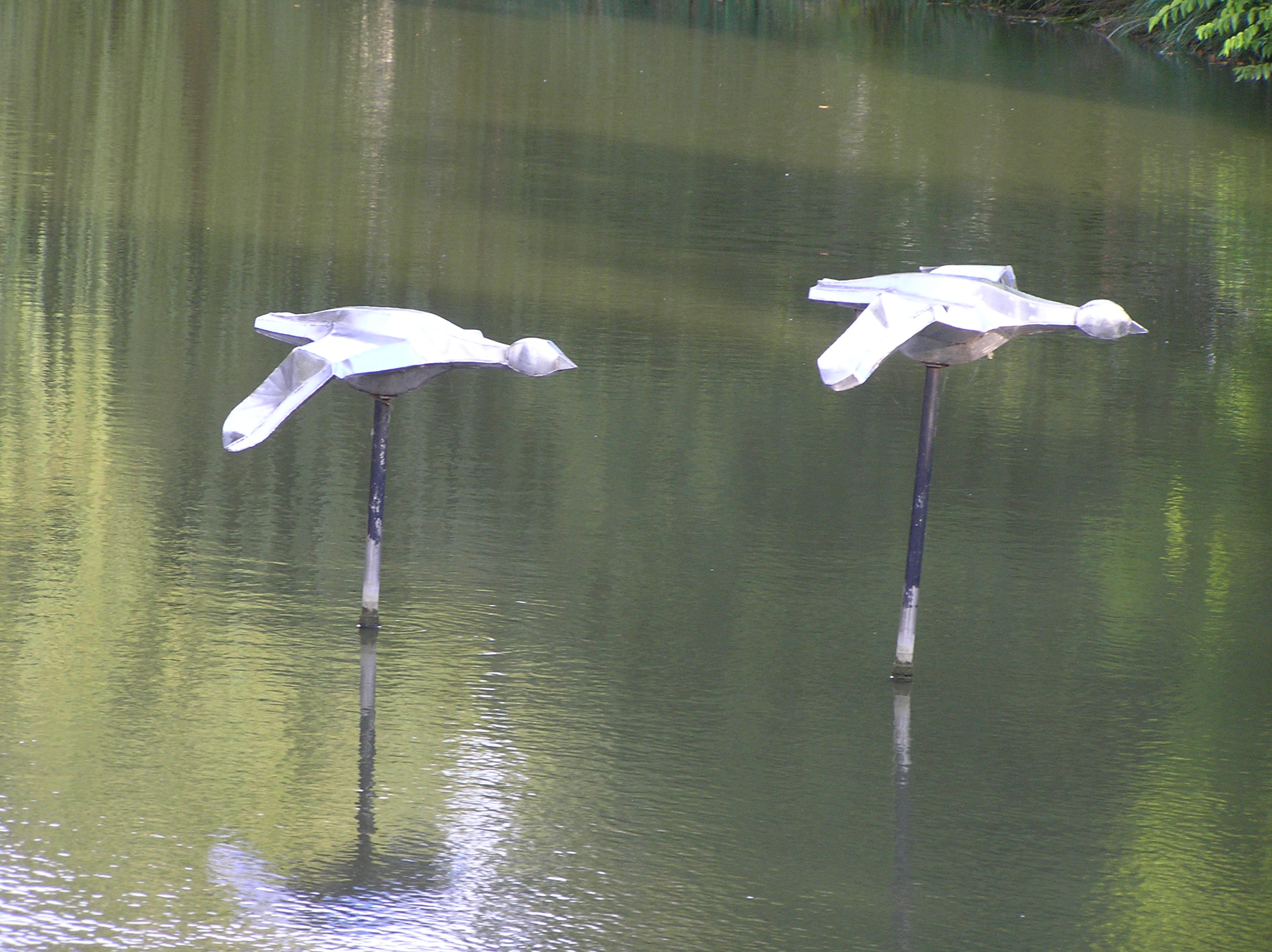
Ganzen (Oostsingel)
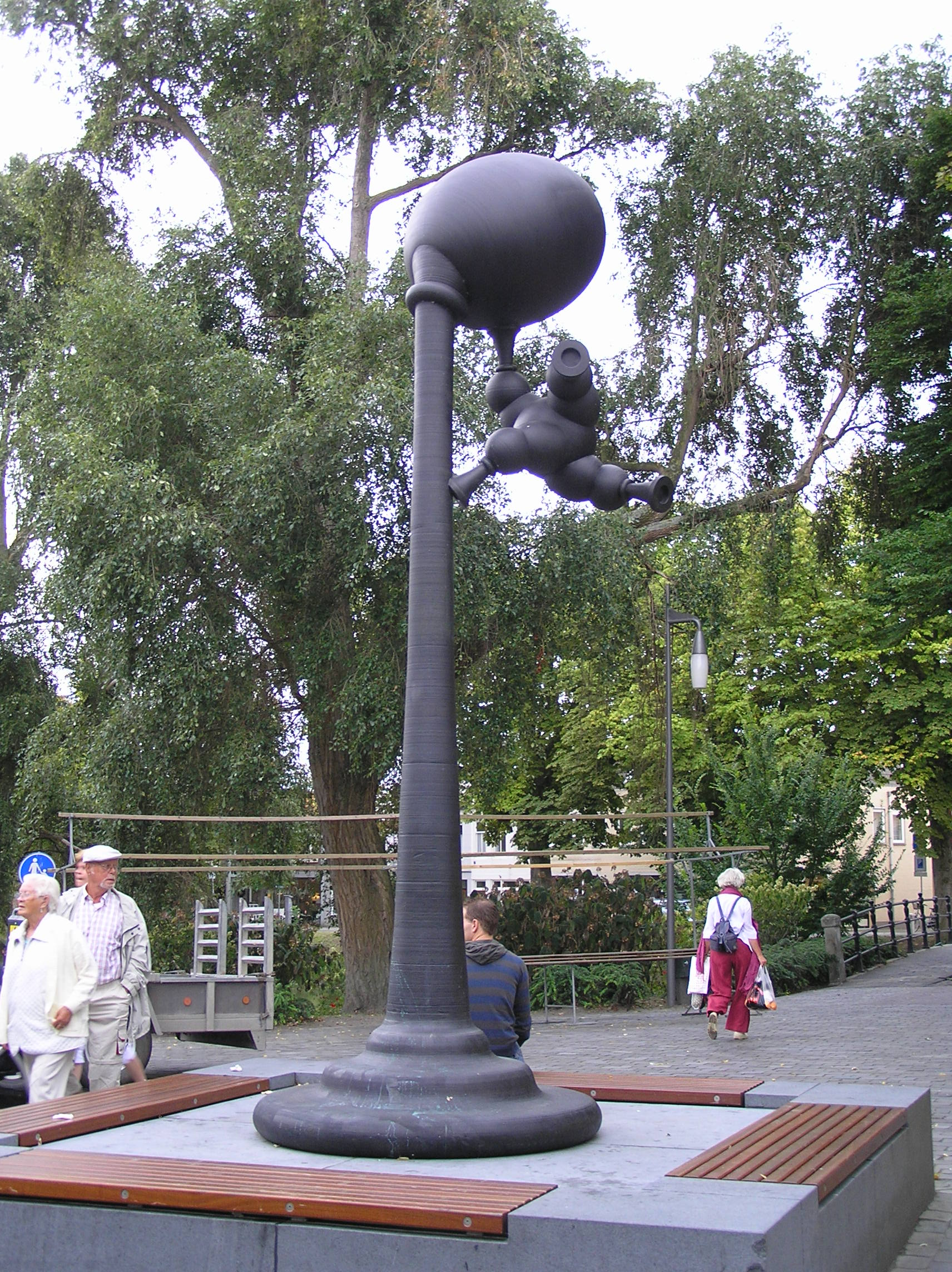
De Potgieter (Keizersdijk)
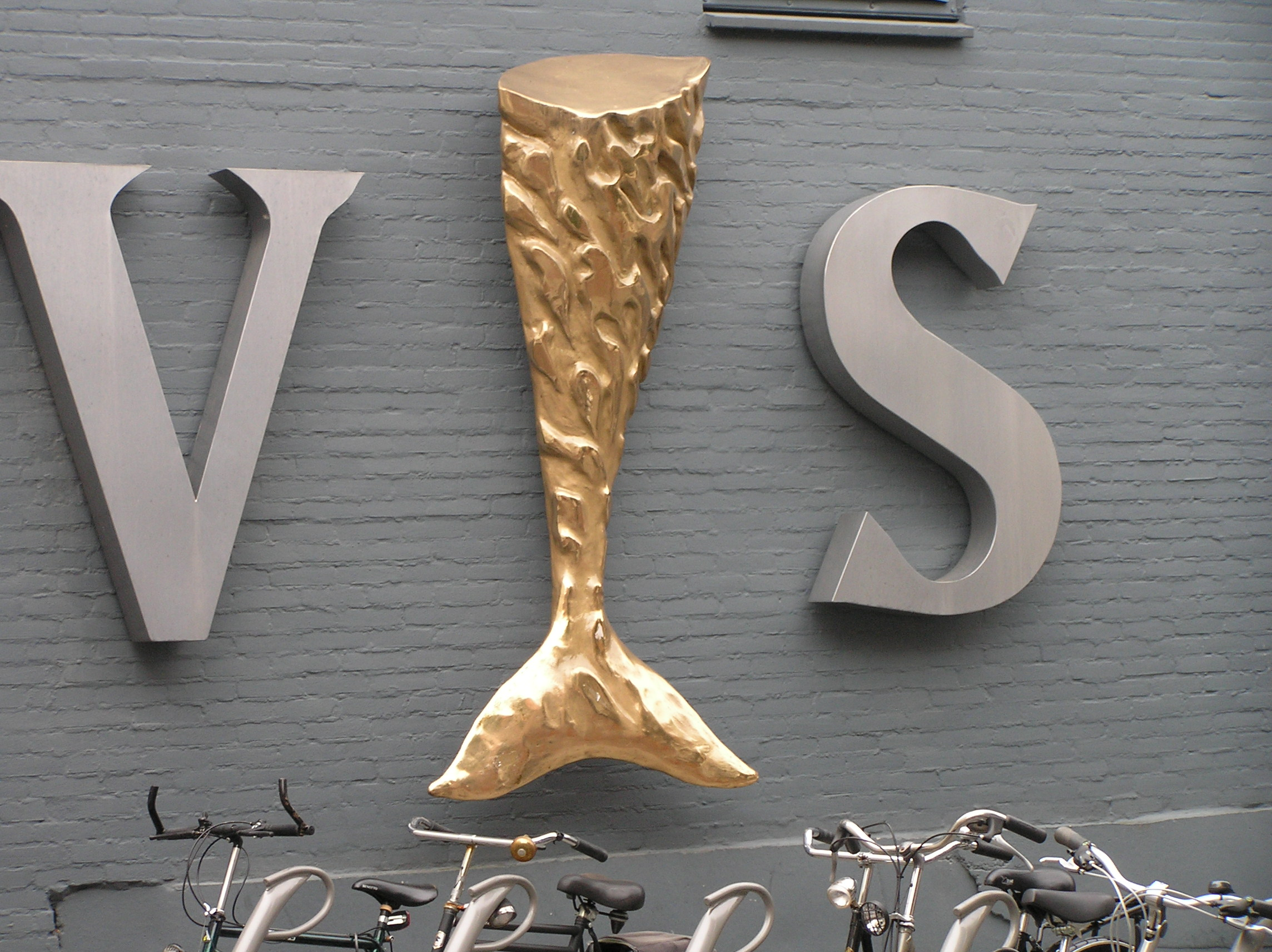
Vis (Oude Vismarkt)
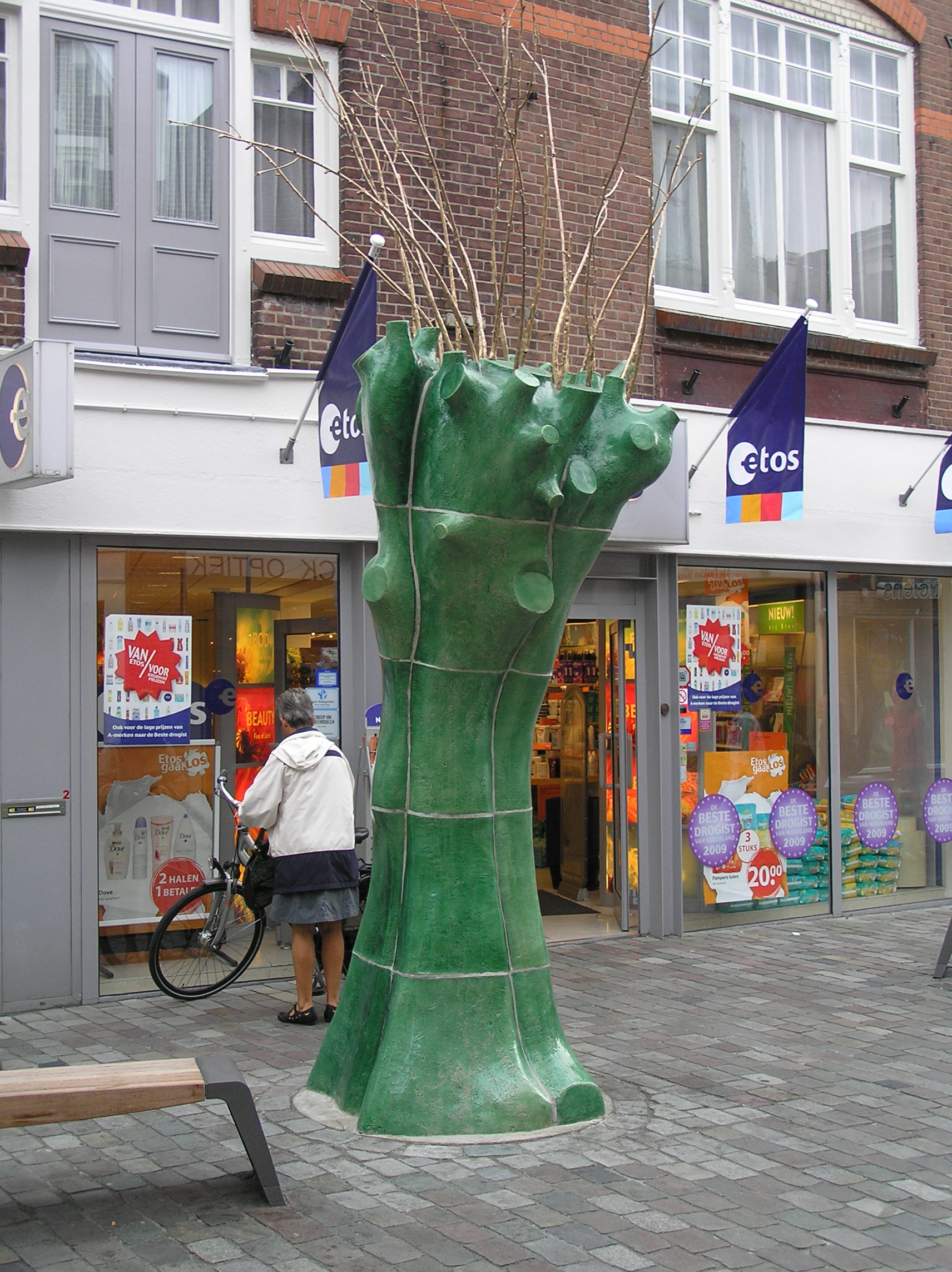
Wind in mijn Tenen (Ganzepoortstraat)
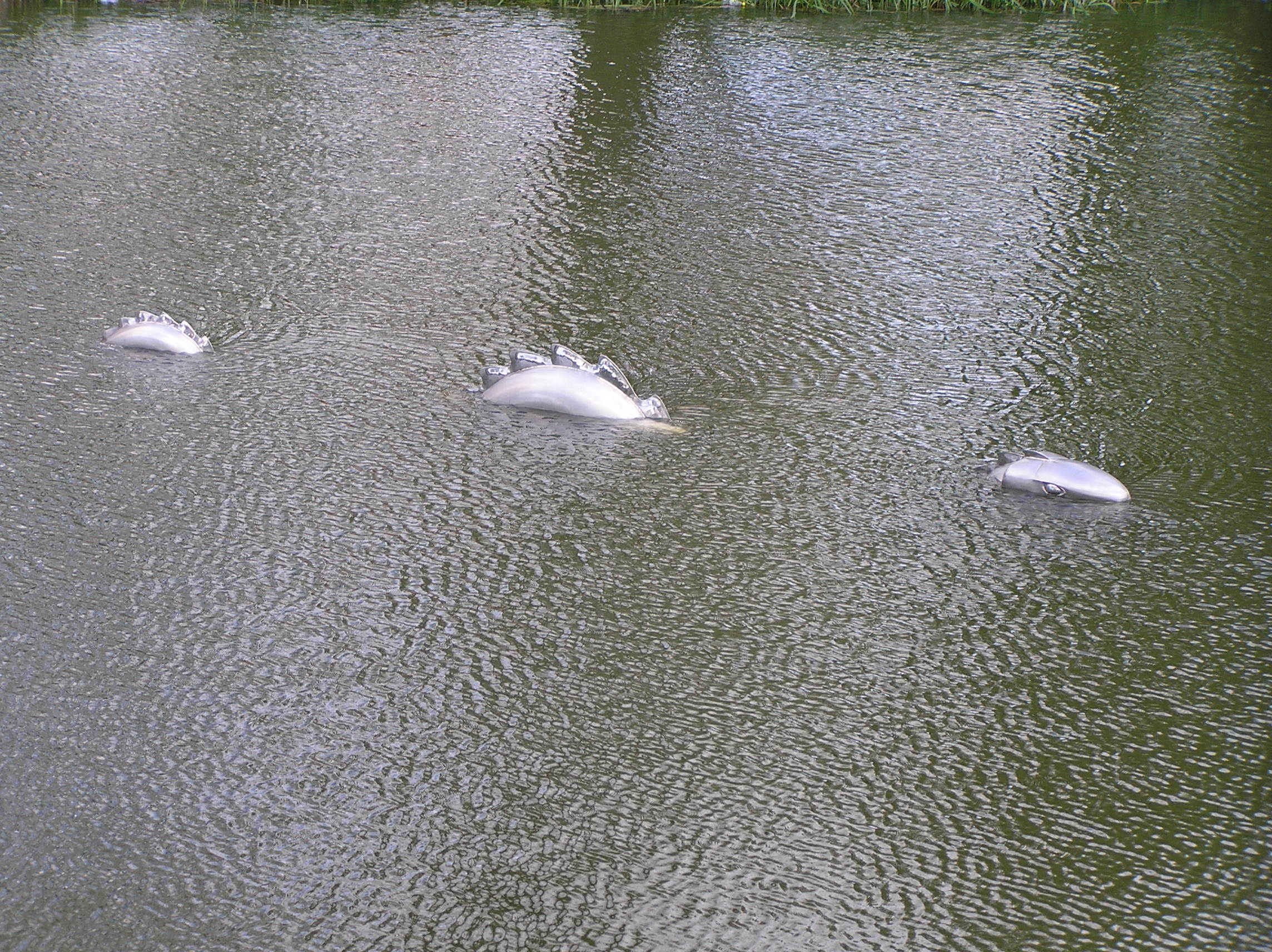
Vessie (Kleine Vest)
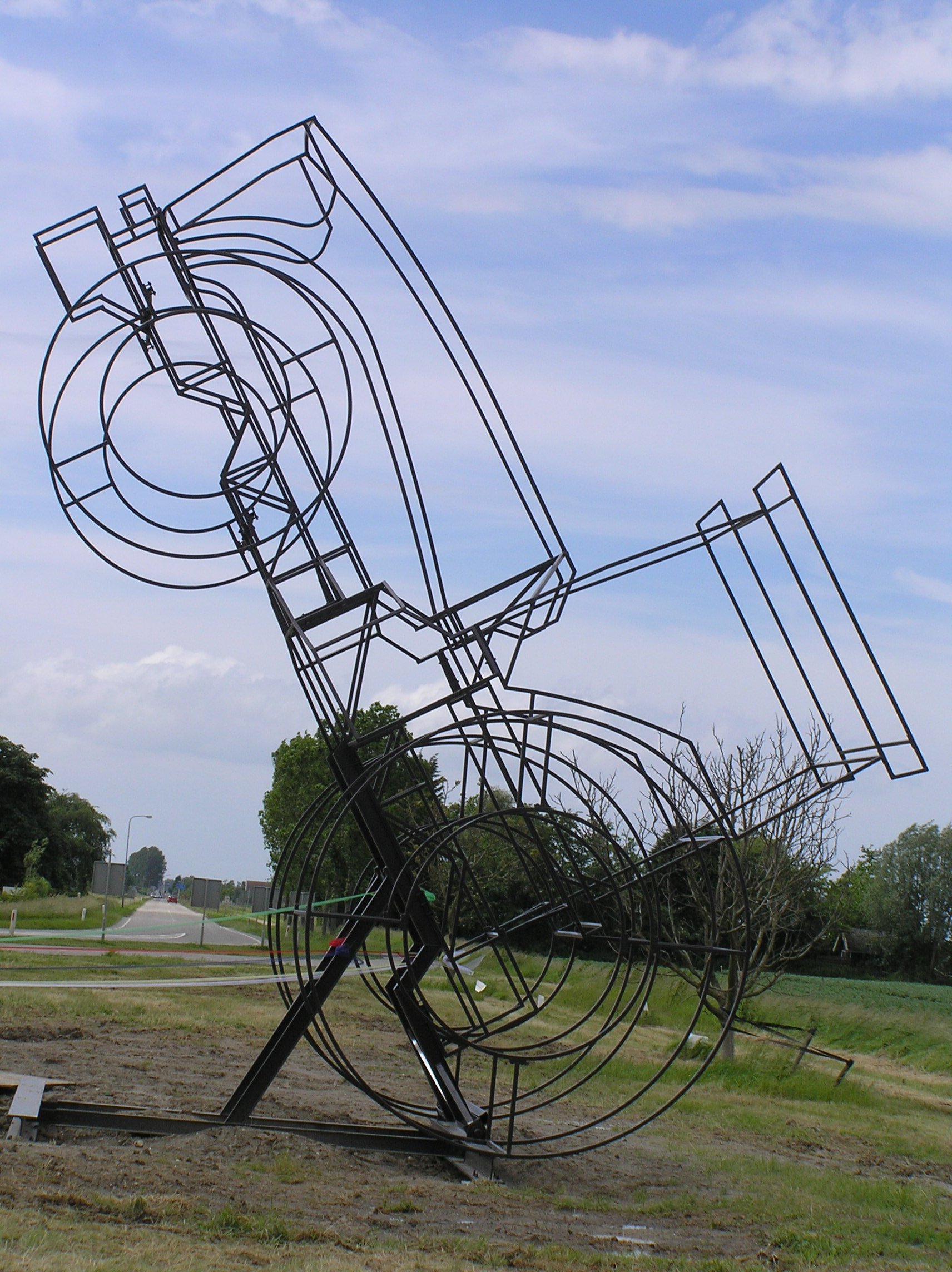
Dance John Dance (Langeweg Wilhelminadorp)
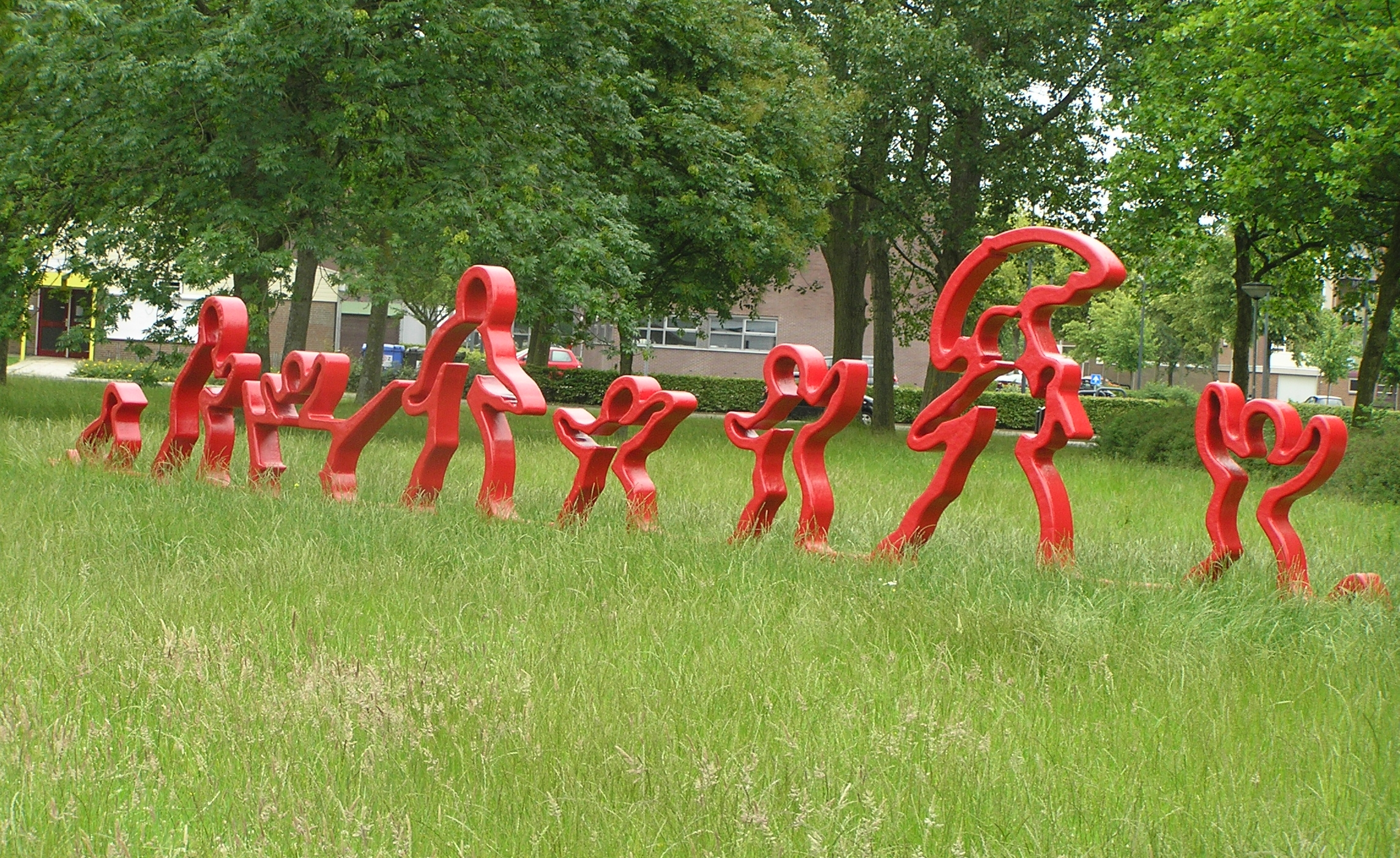
Vrolijke optocht (Fruitlaan)

### Musea
- Historisch Museum De Bevelanden
- Stoomtrein Goes - Borsele (SGB)

### Film en theater
Sinds 2009 beschikt Goes over een bioscoop: Da Vinci theater. Een paar jaar had Goes geen bioscoop omdat de voormalige bioscoop aan de Singelstraat gesloten was.
Tevens zijn er twee theaters in de stad. De Mythe, grenzend aan het stadscentrum, is het grootste theater van de stad. 't Beest, theater en filmhuis, is gevestigd op slechts enkele tientallen meters van De Mythe.

### Evenementen
In Goes zijn er jaarlijks terugkerende grootschalige evenementen:
- Dancetour Goes
- Racoon & friends concert (voor het laatst gehouden in 2016)
- Veste Verlicht (tweejaarlijks)
- Goes Kinderstad
- Kerstmarkt Goes
- Goes Modestad
- Goes Couture (voor het eerst gehouden in 2016)
- Festival de Veste (voor het eerst gehouden in 2016)
- Lichtjestour Goes-Oost (tweejaarlijks)

•  Kermis Goes 2e week van augustus

### Sport
De sportvelden van Goes liggen in het noorden van de stad. Sportpark Het Schenge is de thuisbasis voor een aantal verenigingen. Sportpark Het Schenge bestaat uit vijf voetbalvelden, vier tennisbanen, twee hockeyvelden, een rugbyveld, een korfbalveld en een atletiekbaan. Tevens is er een roeivereniging gevestigd aan het kanaal naast het sportpark.
Tevens worden er bij het Omnium verschillende zaalsporten beoefend als zaalvoetbal, basketbal, volleybal, korfbal, zwemmen, waterpolo, judo en rolstoelhockey.
Naast de wijk Goese Meer ligt de Goese Golf. Deze golfbaan is de grootste van Zeeland.
Verenigingen:
- Atletiekvereniging AV'56
- Voetbalvereniging SSV '65
- Voetbalvereniging VV GOES
- Hockeyvereniging GMHC
- Rugbyclub Tovaal
- Zwemvereniging de Ganze
- Goese Roeivereniging "Scaldis"
- Jachthaven “De Werf”
- Basketbalvereniging Volharding
- Korfbalvereniging TOGO
- Volleybalvereniging Mytilus

### Winkelen
In de wijken Goes Zuid, Goese Polder en Goese Schans zijn kleine winkelcentra. De belangrijkste winkelgebieden in Goes liggen in het centrum (Lange Vorststraat, Lange Kerkstraat, Ganzepoortstraat, Klokstraat, Gasthuisstraat, Sint Adriaanstraat, Kolveniershof, Schuttershof: omgeving Grote Markt). Goes behoort door dit relatief groot aantal winkels samen met Middelburg en Sluis tot de drie belangrijkste winkelsteden van Zeeland.

### Monumenten
Een deel van Goes is een beschermd stadsgezicht, waaronder ook de Oostsingel, en is daarmee een van de 17 beschermde stads- en dorpsgezichten in Zeeland. Verder heeft Goes een paar gemeentelijke monumenten en vele tientallen rijksmonumenten, in zowel de plaats als de gemeente, zie hiervoor de:
- Lijst van rijksmonumenten in Goes (plaats)
- Lijst van rijksmonumenten in Goes (gemeente)
- Lijst van gemeentelijke monumenten in Goes
- Lijst van oorlogsmonumenten in Goes

Kaart van het oude centrum van Goes, met de vestinggracht.

## Wijken en bedrijventerreinen
Goes telt vijf stadsdelen. Dit zijn Centrum, Noord, Oost, West en Zuid. In ruimere zin worden de wijk Oostmolenpark en de wijk Riethoek ook als deel van Goes gezien, en samen als een apart stadsdeel "Kloetinge".

### Woonwijken
- Goes Centrum (Centrum)
- Goese Meer (Noord)
- Goese Polder (Noord)
- Noordhoek (Noord)
- Goes Oost (Oost)
- Oostmolenpark (Kloetinge)
- Goes West (West)
- Nieuw West (West)
- Goes Zuid (Zuid)
- Overzuid (Zuid)
- Ouverture (Zuid)
- Aria (Zuid)
- Bleekveld (Centrum)
- Goese Schans (Noord)
- Mannee (Noord)
- Riethoek (Kloetinge)

### Bedrijventerreinen
- De Goese Poort (Noord)
- De Poel (I, II, III en IV) (Zuid)
- Klein Frankrijk (Centrum)
- Marconi (West)
- Stationspark (Zuid)

### In ontwikkeling of aanbouw
- Bedrijvenpark Deltaweg (Zuid, west van de Deltaweg)

## Onderwijs

### Basisonderwijs
- 't Noorderlicht
- CBS Princes Beatrix
- Prinses Irene School
- OBS De Zuidwesthoek
- R.K. Bisschop Ernstschool
- Montessorischool De Basis
- R.K Holtkampschool
- Prof. Dr. Kohnstammschool
- Koelmanschool
- Steenblokschool
- G.B.S. De Wingerd
- O.B.S. De Kloetingseschool

#### Speciaal onderwijs
- SO De Kring
- Sbo De Tweern
- De Sprienke

#### Cluster-4
- Odyzee College

### Middelbaar onderwijs
- Edudelta College Goes
- Stichting Calvijn College
- Het Goese Lyceum
- Ostrea Lyceum (een fusie van het St.Willibrordcollege en het Buys Ballot College)

#### Praktijkonderwijs
- Pro de Wissel

#### Cluster-2-scholen
- Auris College Goes

#### Cluster-4-scholen
- Odyzee College
- Traject Goes
- Auris College Goes

### Beroepsonderwijs
- Hoornbeeck College
- Scalda, voorheen ROC Zeeland

## Topografie
Topografisch kaartbeeld van Goes, december 2014. Klik op de kaart voor een vergroting.

### Oude kaarten en prenten

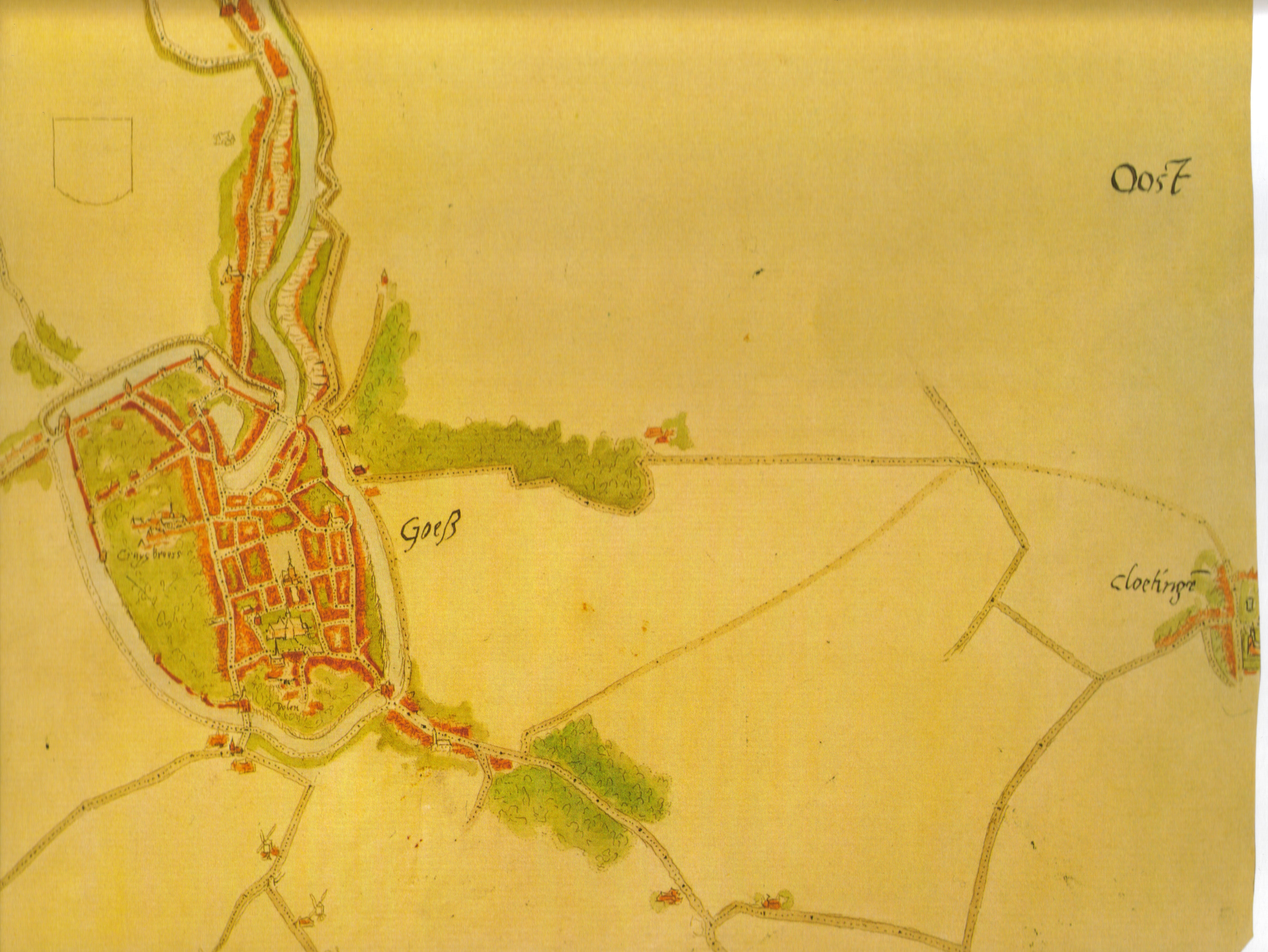
1572 v Deventer
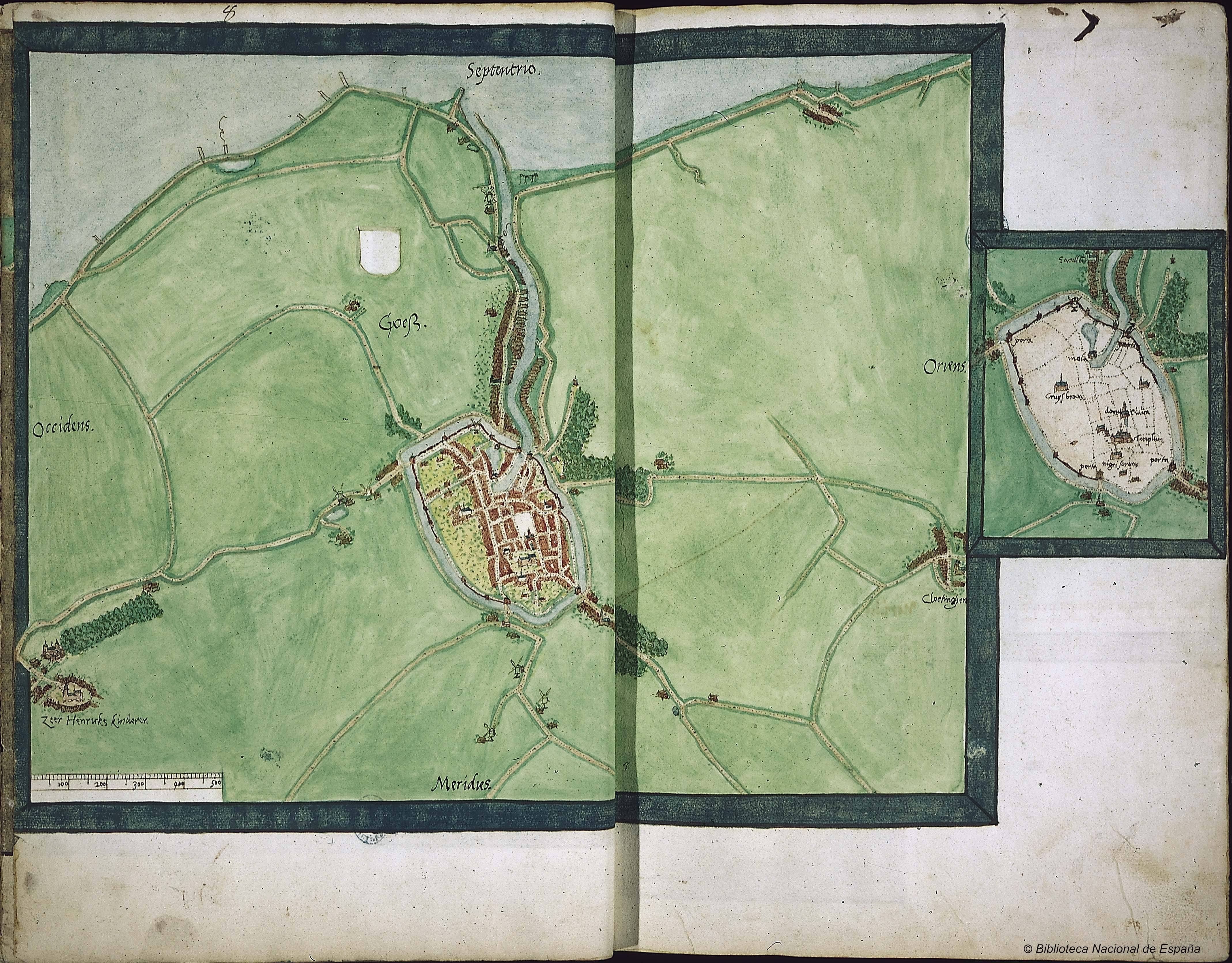
1572 v Deventer
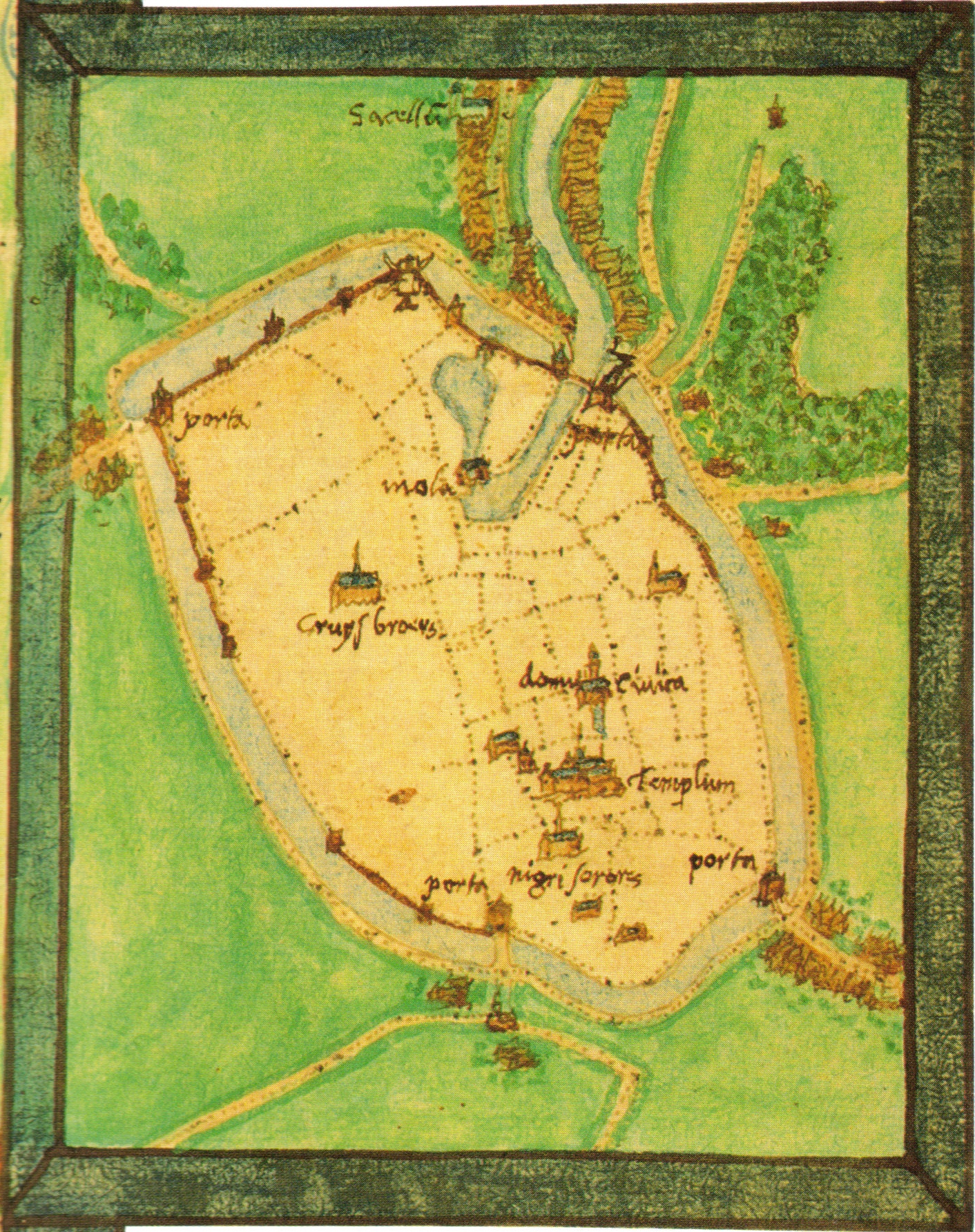
1572 v Deventer
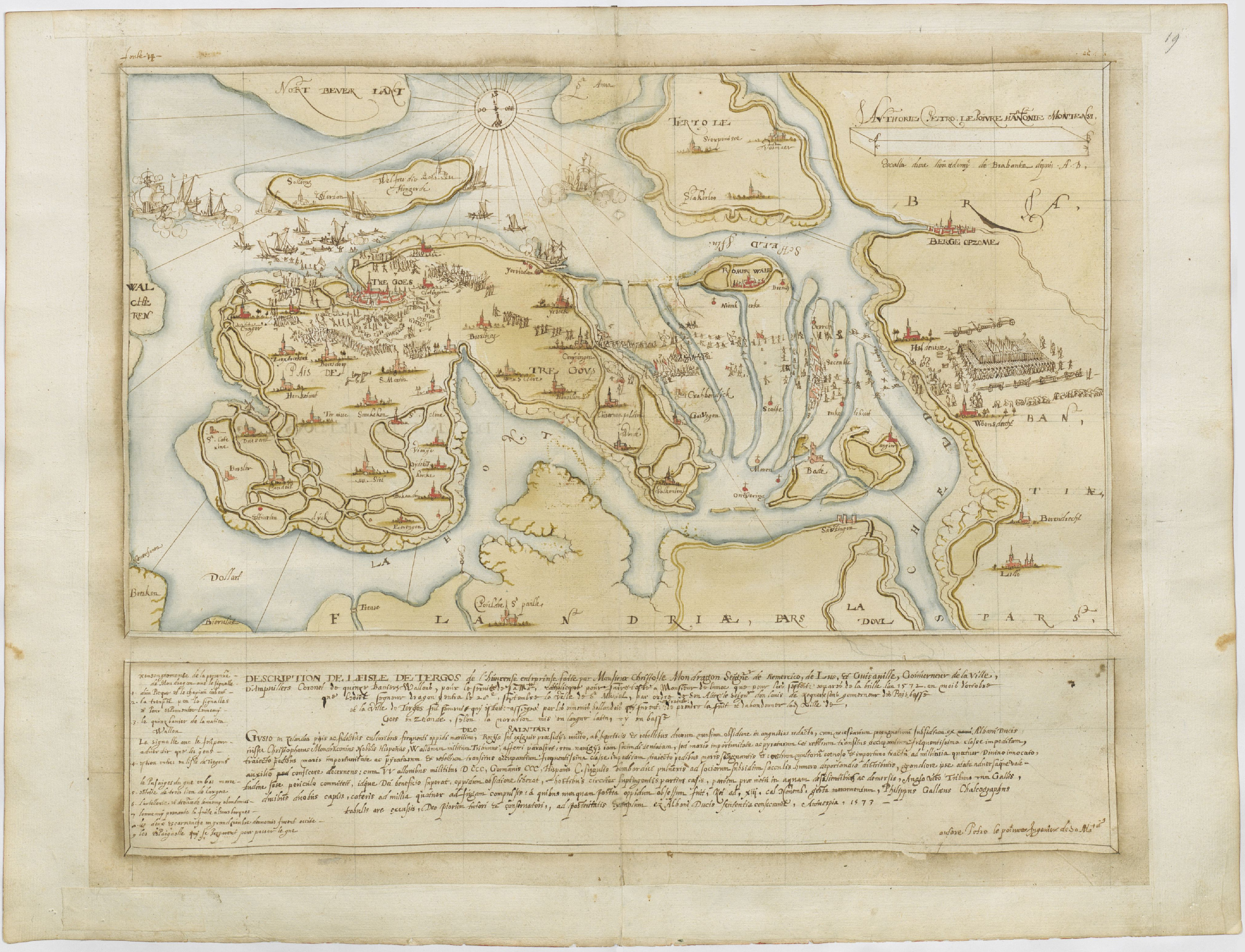
1572 Le Poivre
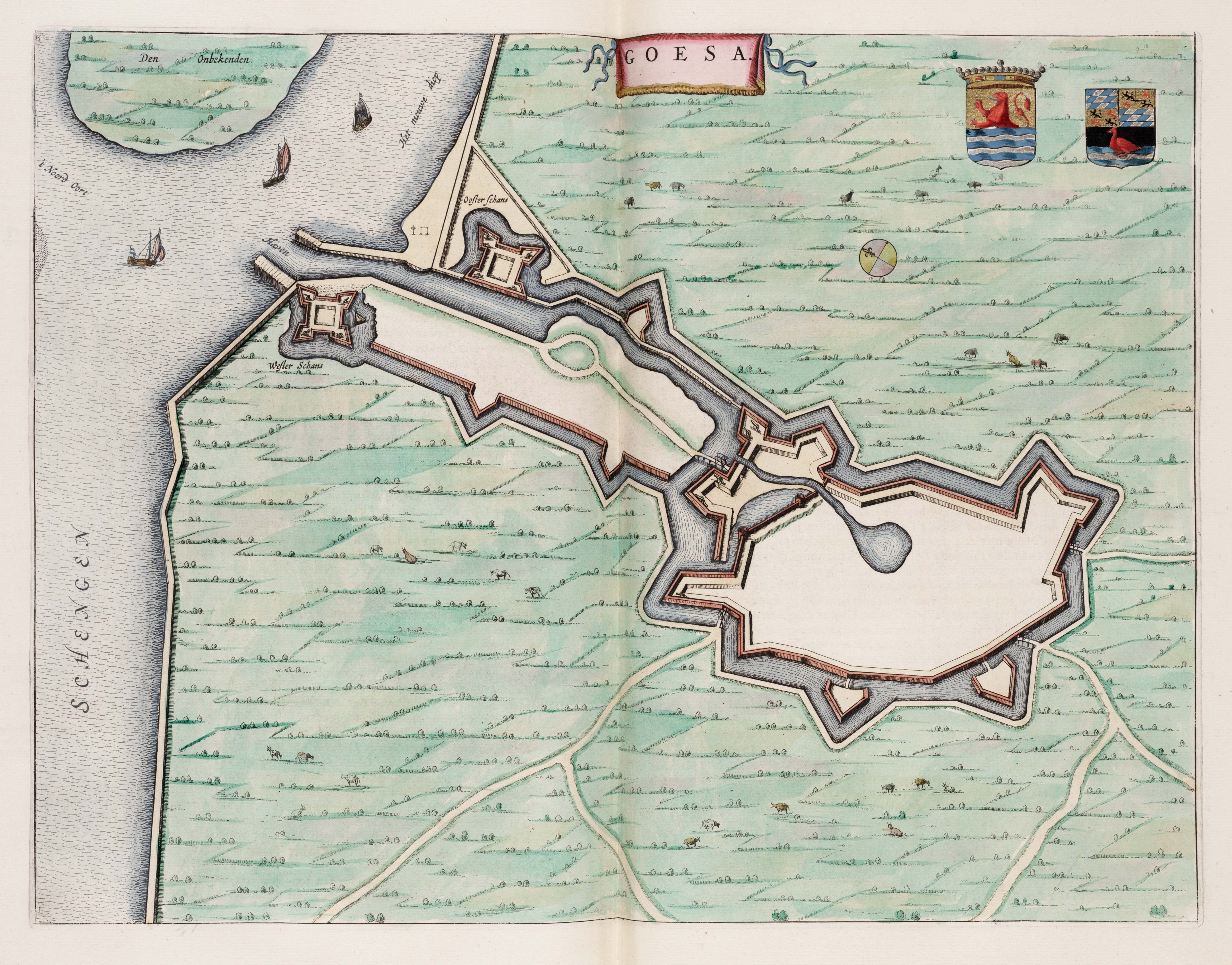
1649 Blaeu
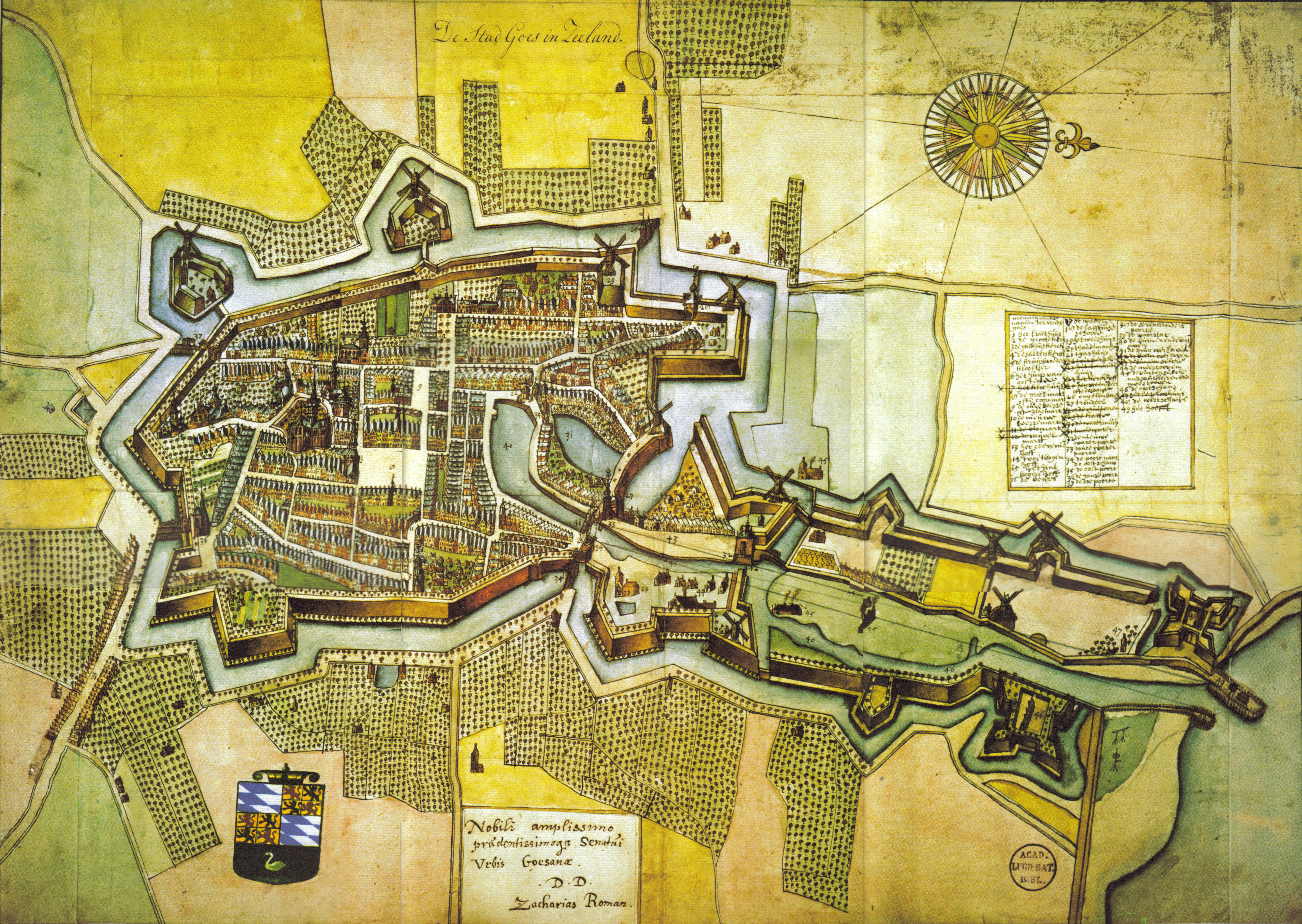
1650 Roman
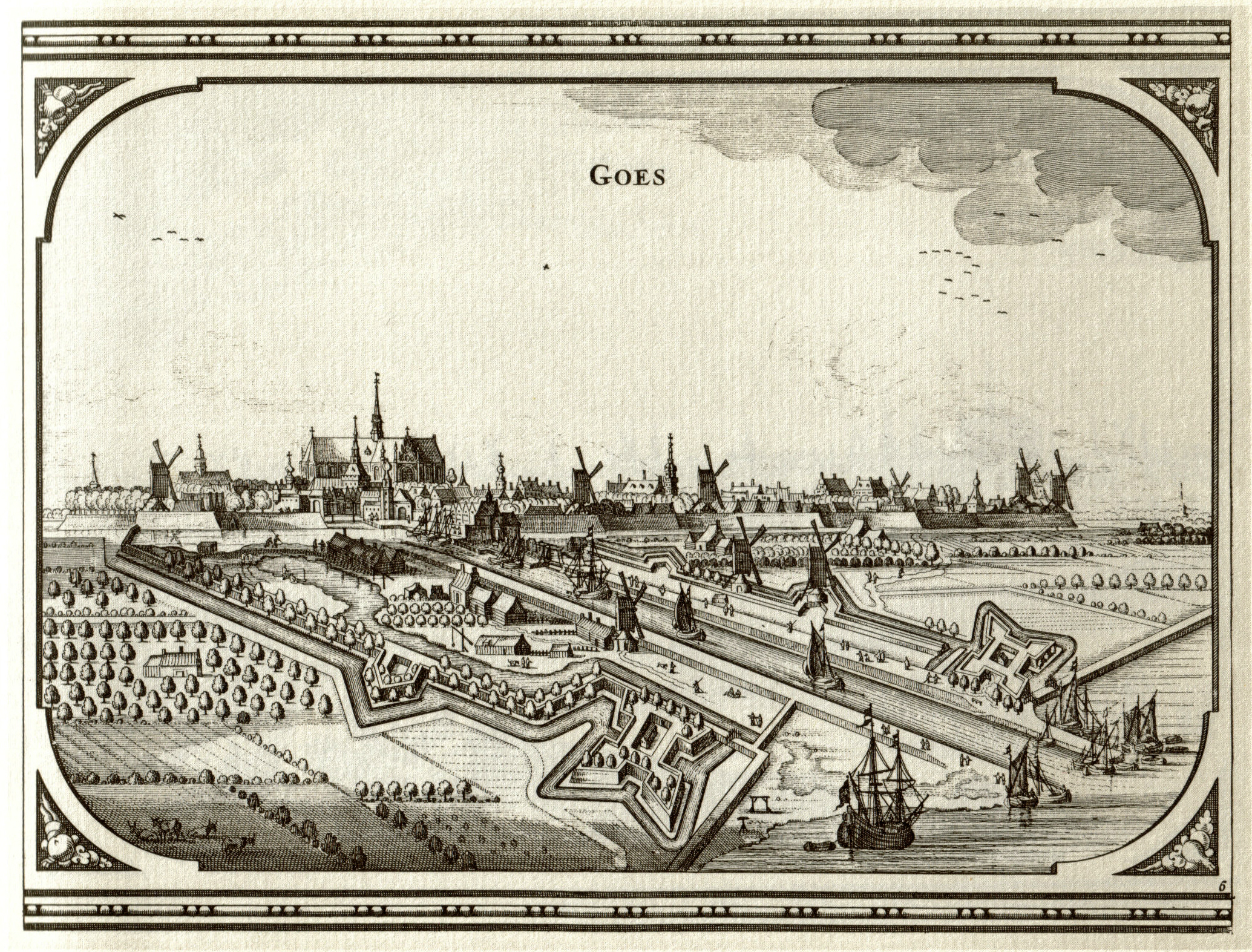
1660 Vischer
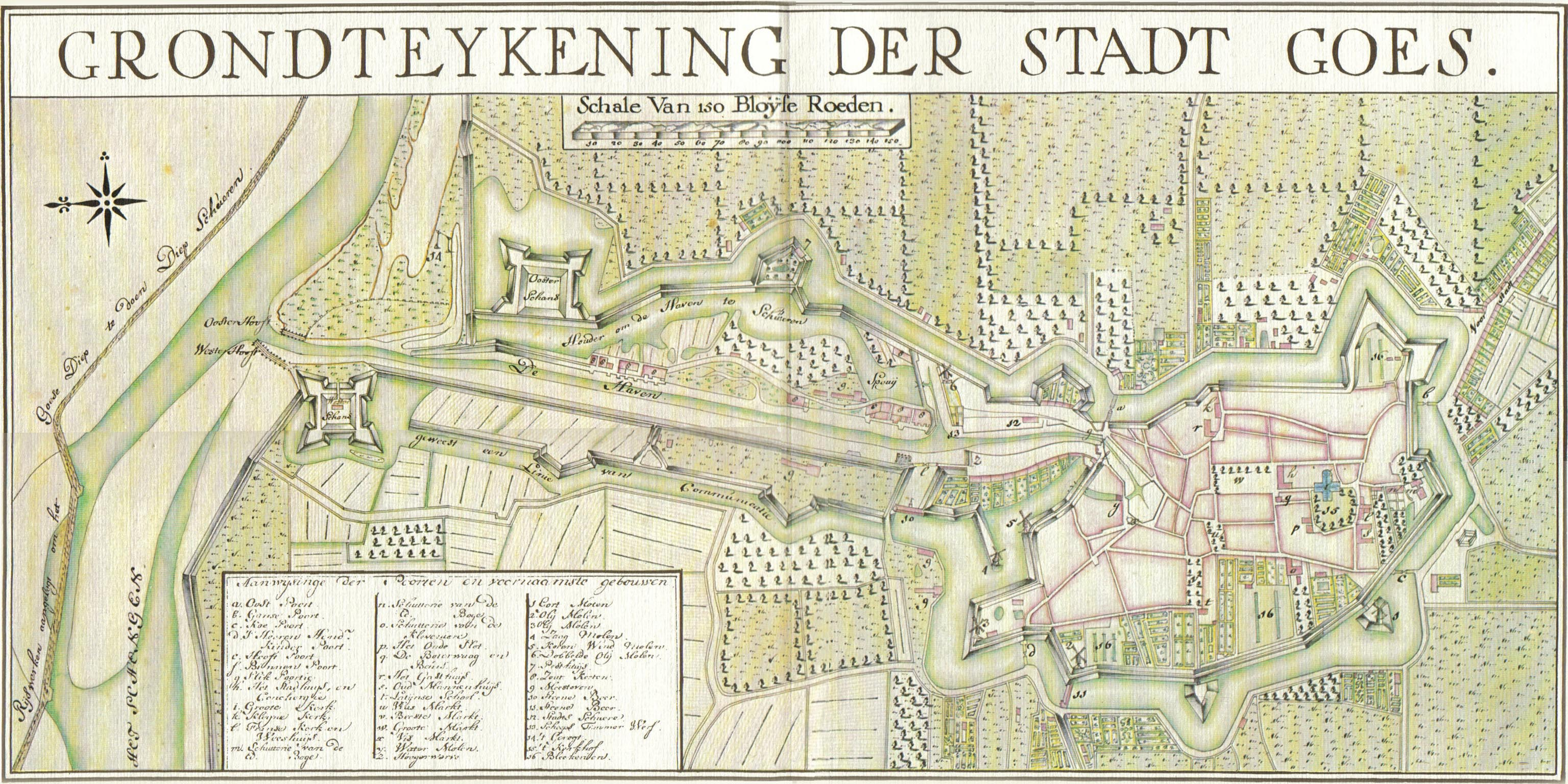
1749 Hattinga
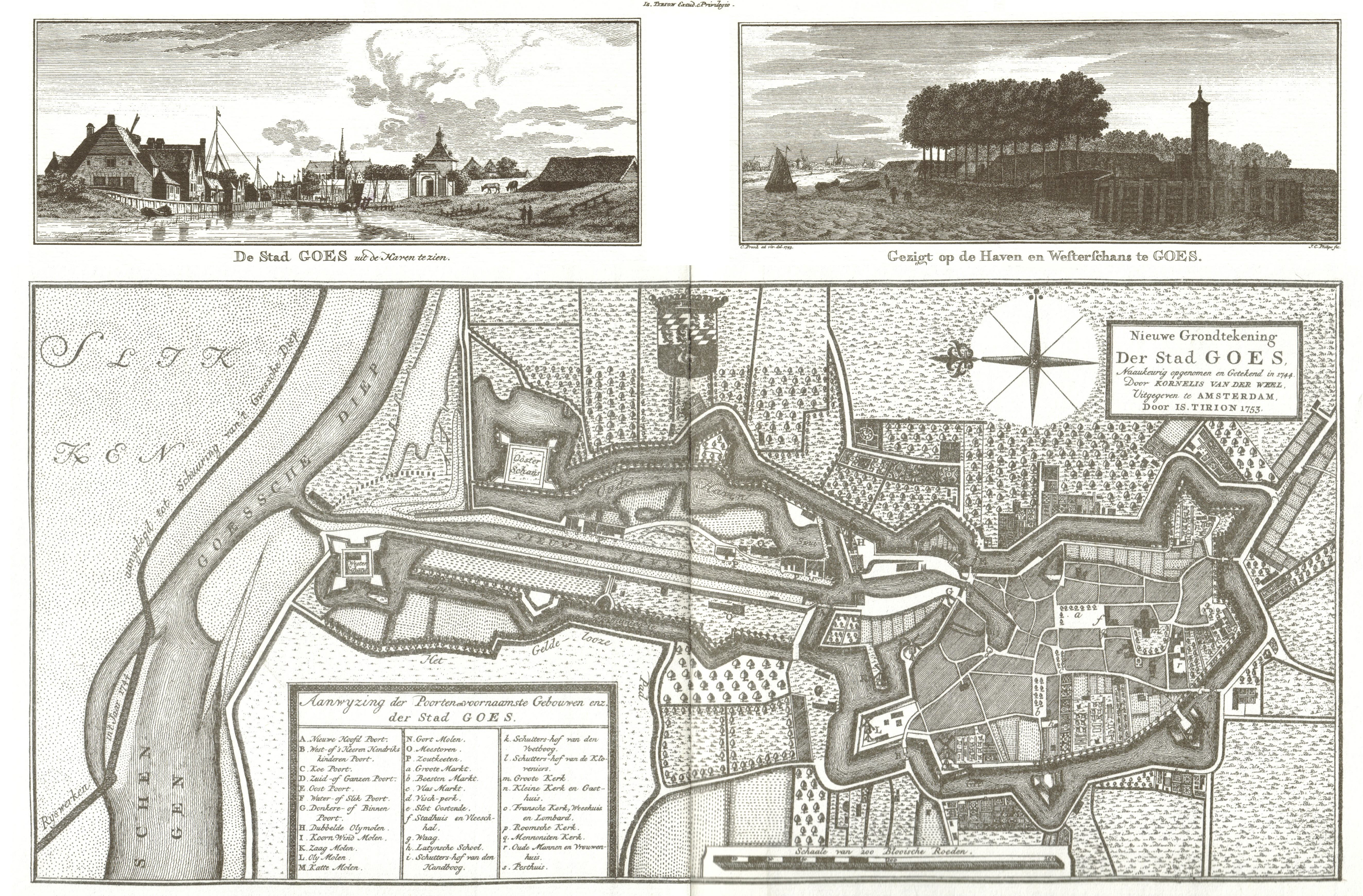
1753 Tirion; Pronk
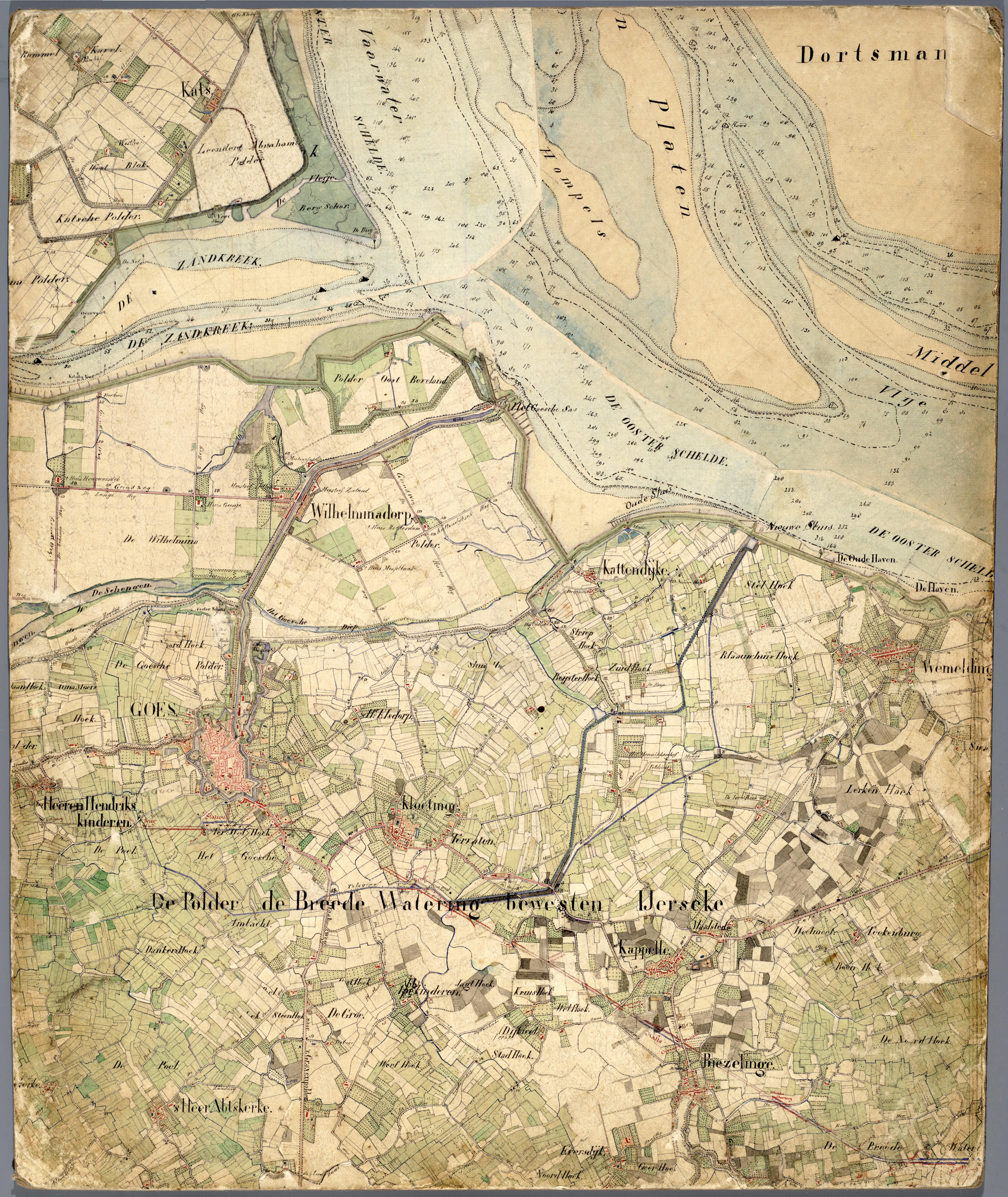
1857 Hubar
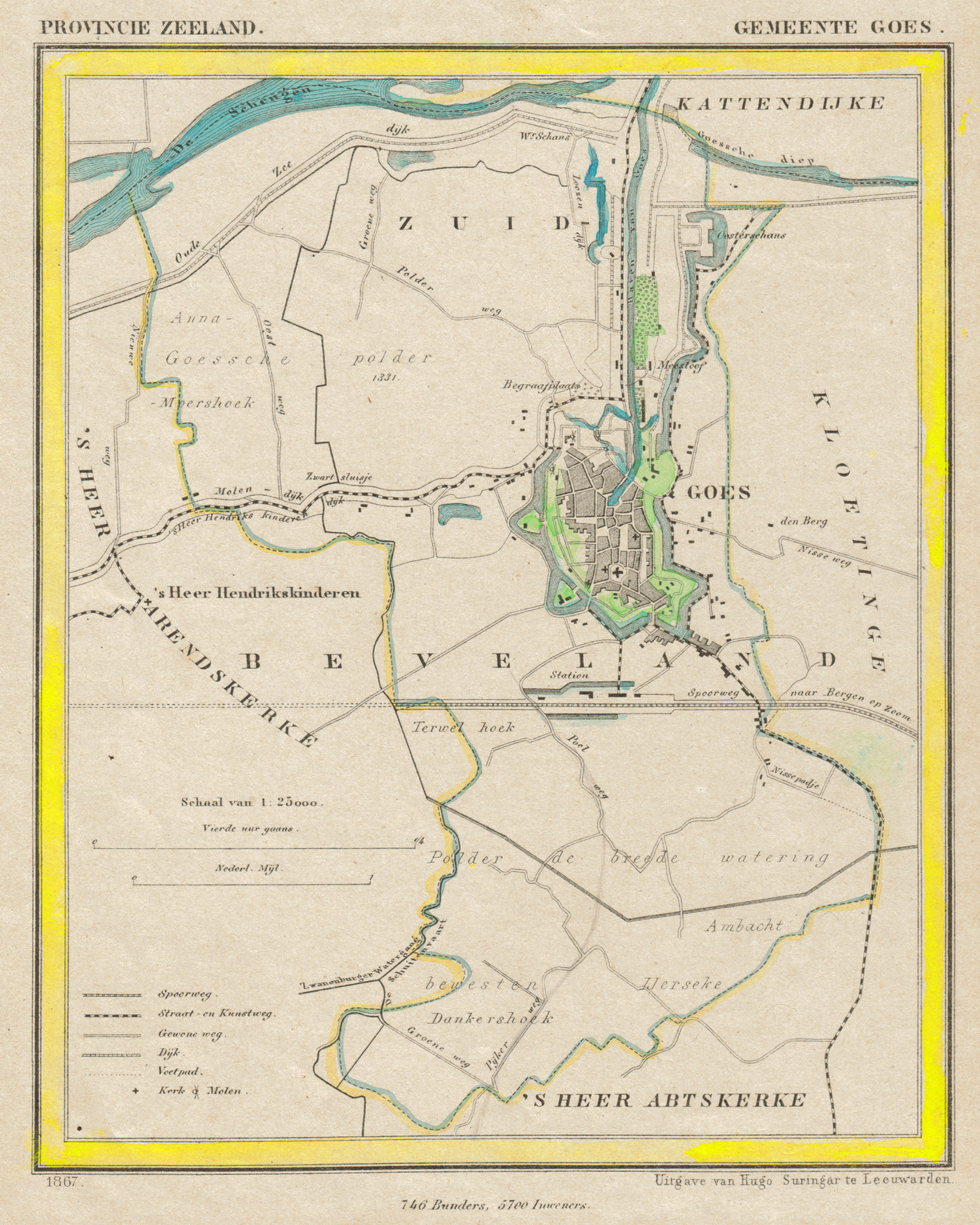
1867 Kuyper
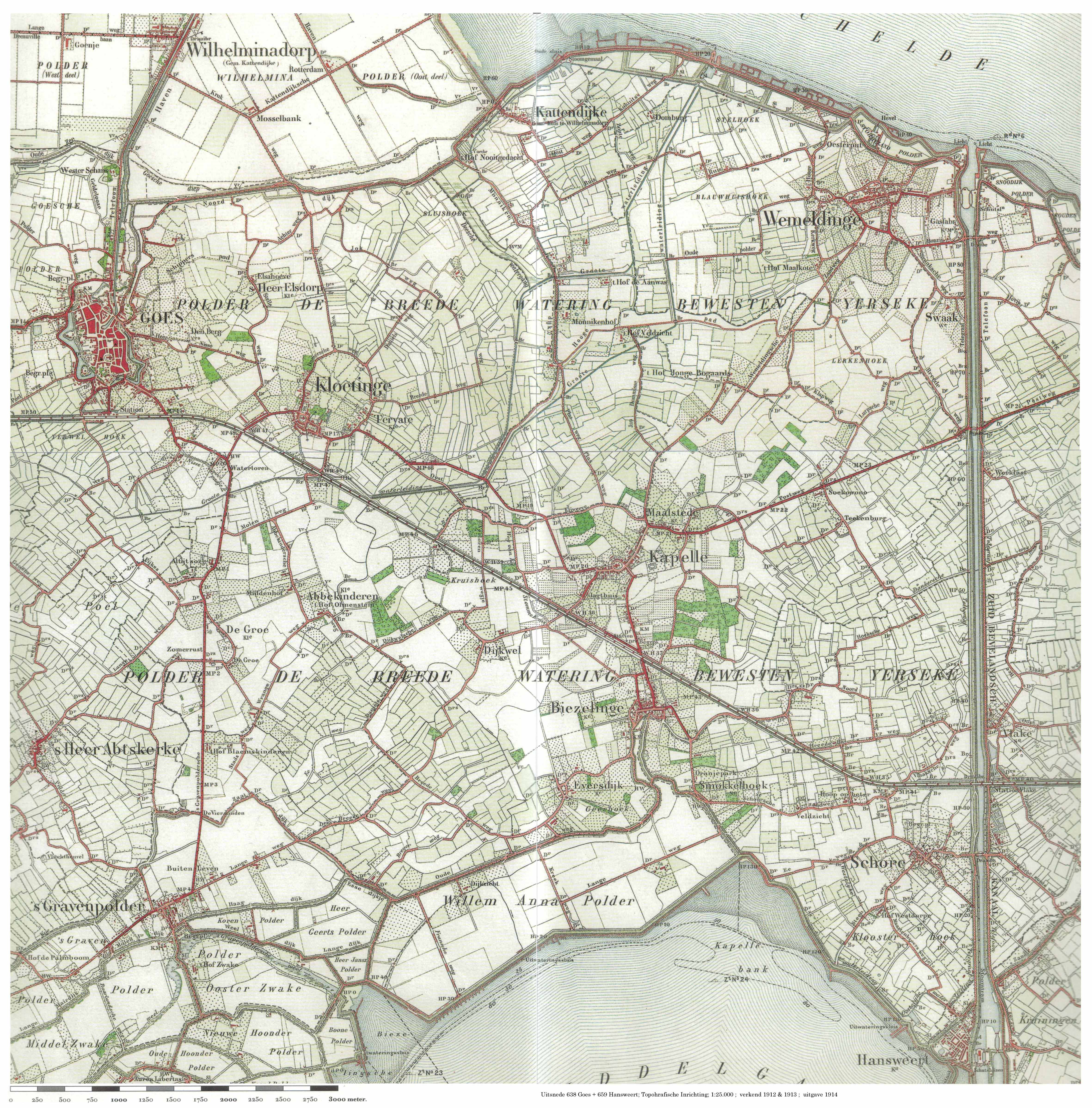
1914 Topografische Inrichting
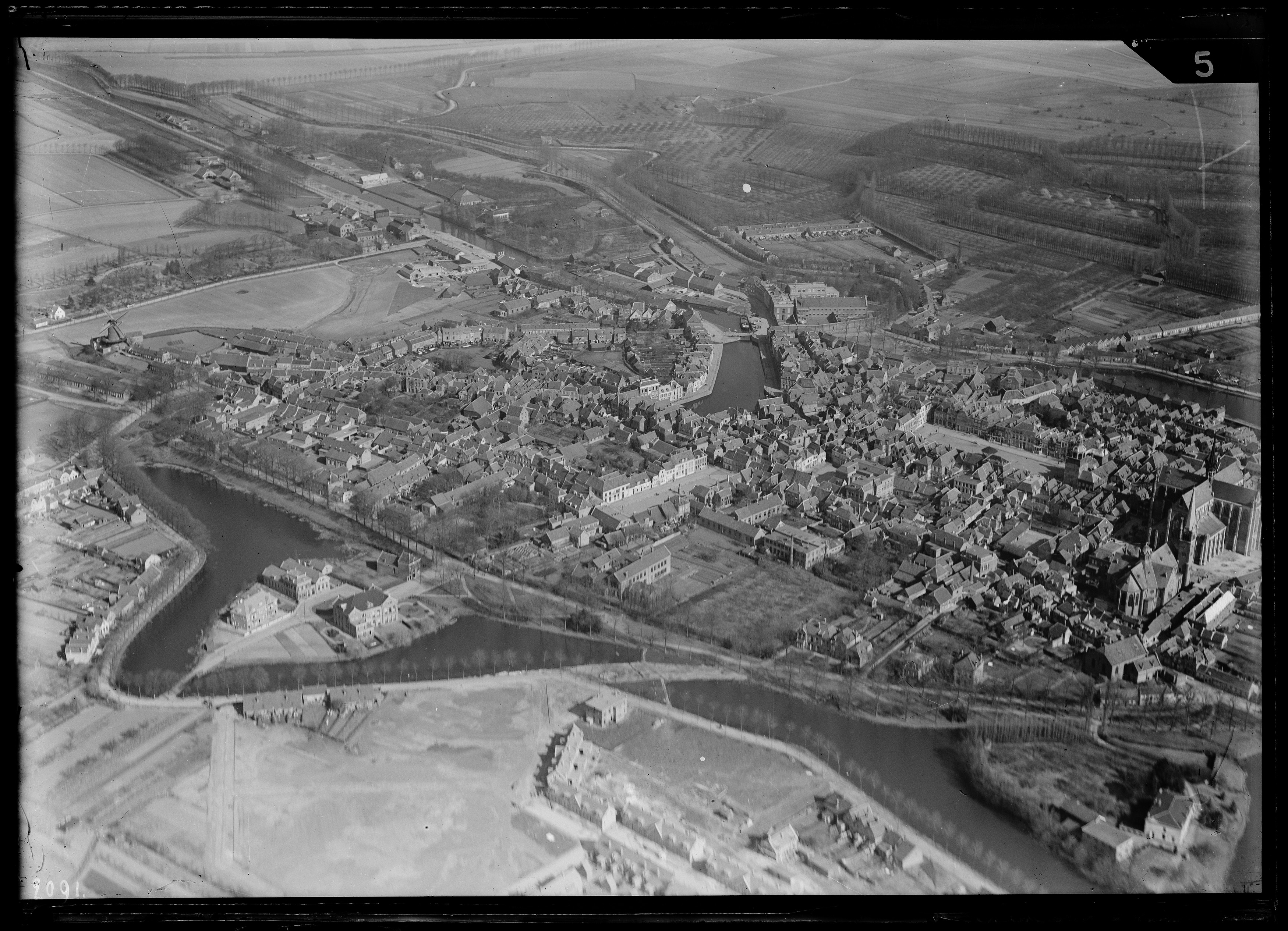
Luchtfoto van Goes (1920-1940), Nederlands Instituut voor Militaire Historie.
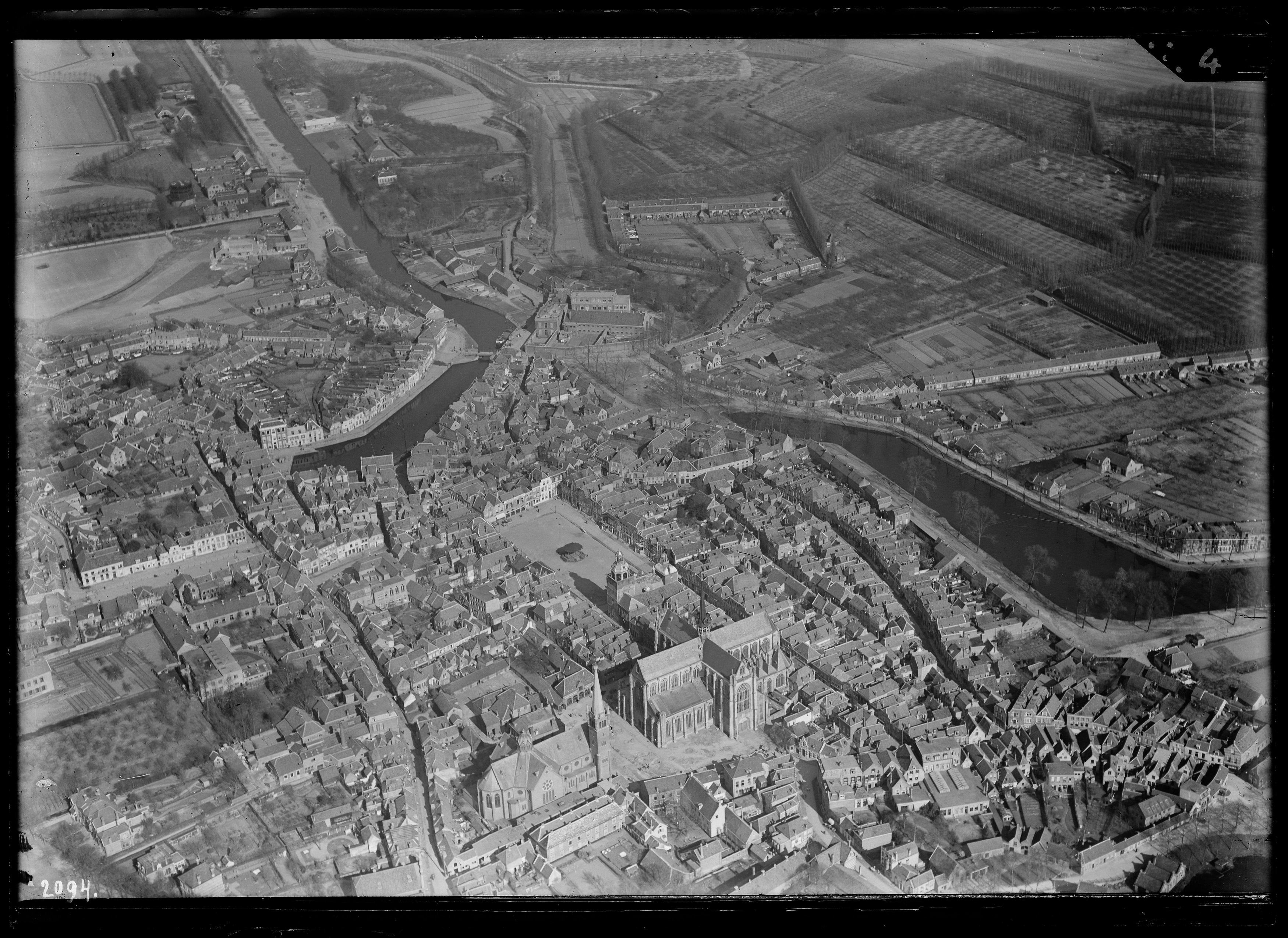
Luchtfoto van Goes (1920-1940), Nederlands Instituut voor Militaire Historie.

## Verkeer en vervoer
Goes ligt aan de A58, wat voor de bereikbaarheid vanuit het westen (Vlissingen en Middelburg) en oosten (Bergen op Zoom en Roosendaal) zorgt. Vanuit het noorden (Zierikzee en Rotterdam) is Goes bereikbaar via de N256, die ten zuidwesten van Goes snelweg is (A256).
Goes heeft een station aan de spoorlijn Roosendaal - Vlissingen. Vanuit dit station rijden intercity's naar Vlissingen en Amsterdam Centraal en sprinters naar Vlissingen en Roosendaal. Het naastgelegen busstation biedt verbindingen met onder meer Zierikzee, Kamperland, Middelburg, Terneuzen en Gent. Verder vertrekt er vanaf het naastgelegen station de museumtrein SGB (Stoomtrein Goes - Borsele) naar Hoedekenskerke.
De oude Stadshaven (de kaden hiervan zijn rijksmonument) wordt gebruikt als jachthaven, het vaarwater is CEMT-klasse II. Een tweede haven is de jachthaven “De Werf”. 
Vanaf de Ringbrug, en de andere havens, is de vaarweg CEMT-klasse III met de naam het Havenkanaal. Het kanaal is via de schutsluis van het Goese Sas met de Oosterschelde verbonden.
Goes heeft een zeer hoog fietsgebruik (meer dan 50% van de verplaatsingen binnen de gemeente wordt per fiets afgelegd, 2008) en een relatief laag autogebruik. Vanwege deze modal split is Goes in 2008 door de Fietsersbond genomineerd als fietsstad van Nederland.

## Geboren in Goes
- Dies Janse (2006), voetballer
- Shirin van Anrooij (2002), wielrenster
- Naoufal Azzagari (2002), voetballer
- Yassine Azzagari (2001), voetballer
- Lieve van Vliet (1999), voetbalster
- Erwin Nuytinck (1994), voetballer
- Thomas van den Houten (1990), voetballer
- Stefan de Die (1986), zwemmer
- Yentl Schieman (1986), actrice, zangeres, cabaretier
- Rik Mol (1985), trompettist
- Hannes Minnaar (1984), pianist
- Sanne de Regt (1982), Miss Nederland 2003/2004
- Ad Sluijter (1981), gitarist
- Jessica van der Spil (1979),

judoka
- Katinka Simonse (Tinkebell) (1979), kunstenares
- Myrna Veenstra (1975), hockeyinternational
- Jacqueline van den Hil (1968), politica
- Albert J.R. Heck (1964), bioloog
- Jules Geirnaerdt (1964), weerman
- Elizabeth den Hartog (1962), kunsthistorica
- Theo Rietkerk (1962), politicus
- Hilde Pach (1957), vertaalster
- Sam Drukker (1957), schilder
- Gert de Kok (1957), politicus
- Maarten Veldhuis (1956), zanger en liedjesschrijver
- Leo van Doeselaar (1954), pianist
- Suze Sanders (1953), dichteres
- Hans Leendertse (1952), acteur
- Hugo Polderman (1951), politicus
- Herre Kingma (1948), bestuurder gezondheidszorg en cardioloog
- Piet Meeuse (1947), schrijver en vertaler
- Siem Buijs (1944), huisarts en politicus
- Bas van Fraassen (1941), filosoof
- Piet Leupen (1939), geschiedkundige
- Guus Vleugel (1932-1998), tekstschrijver
- Rinus Ferdinandusse (1931-2022), journalist en schrijver
- Gerard Rothuizen (1926–1988), theoloog en predikant
- Jaap Rus (1923-2019), verzetsstrijder in WO II
- Frans de Munck (1922–2010), voetbalkeeper
- Henricus Joannes Witkam (1914–1982), repetitor
- Hilda Verwey-Jonker (1908–2004), politica en sociologe
- Pieter Jacobus Wemelsfelder (1907-1995), ingenieur
- Anne Brasz-Later (1906-2020), oudste inwoner van Nederland
- Frans den Hollander (1893–1982), van 1947 tot 1958 president-directeur van de Nederlandse Spoorwegen
- Johannes van Melle (1887–1953), schrijver
- Jacob Adriaan de Wilde (1879–1956), politicus
- Isaäc Dignus Fransen van de Putte (1822–1902), politicus
- Pieter Adrianus Ossewaarde (1775–1853), politicus
- Bernardus Smytegelt (1695–1735), predikant
- Joannes Antonides van der Goes (1647–1684), dichter, toneelschrijver en -vertaler
- Pieter Peutemans (1641-1698), schilder
- Pieter Adolfse de Zeeuw (1639-1714), architect
- Willem Eversdijck (1616-1671), schilder
- Cornelis Caesar (1609-1657), bestuurder

## Bekende (voormalige) inwoners van Goes
- Huibert Jacobus Budding (1842–1870), predikant die veel afgescheiden gemeenten in Zeeland stichtte
- Oek de Jong (1952), schrijver
- Freek de Jonge (1944), cabaretier
- David Luteijn, politicus
- Aage Meinesz (1942–1985), meesterkraker
- Frans Naerebout (1748–1818), loods en mensenredder
- Jeroen Nieuwenhuize (1972), diskjockey
- Albert van Renterghem (1845–1939), arts die hypnose in Nederland introduceerde
- Peter Slager (1969), bassist van BLØF
- Hans Warren (1921–2001), schrijver, dichter en (amateur)fotograaf
- Bart van der Weide leadzanger van Racoon

## Zusterstad
Goes was de zusterstad van:
- Panevėžys (Litouwen)

Op 22 juli 2021 heeft de gemeenteraad besloten de stedenband te beëindigen.

## Verwijzingen in populaire cultuur
- Het lied 'My Town' van Racoon gaat over Goes.[11]

## Afbeeldingen

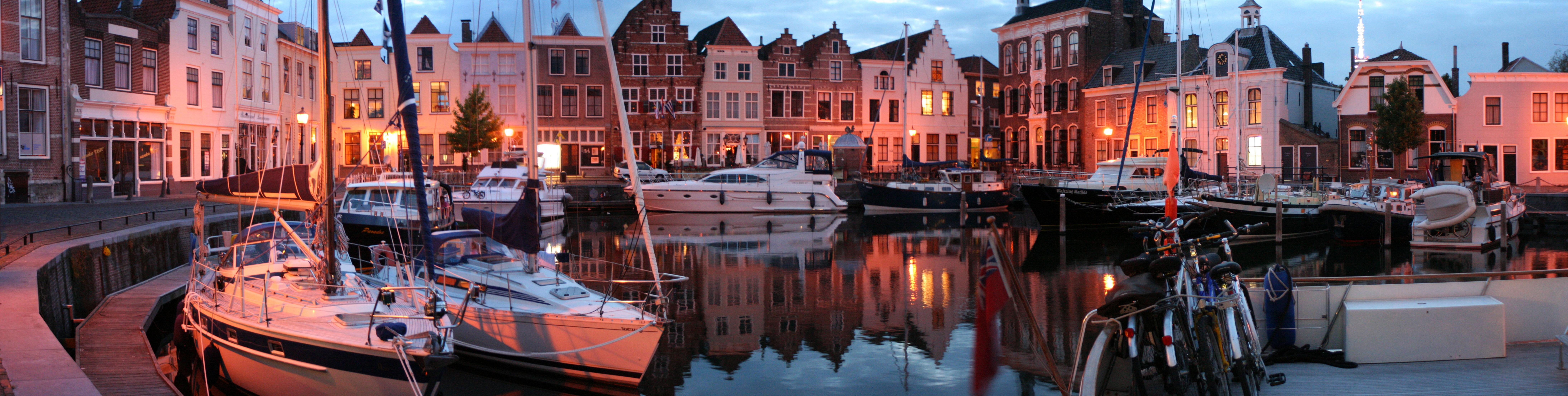
Stadshaven van Goes
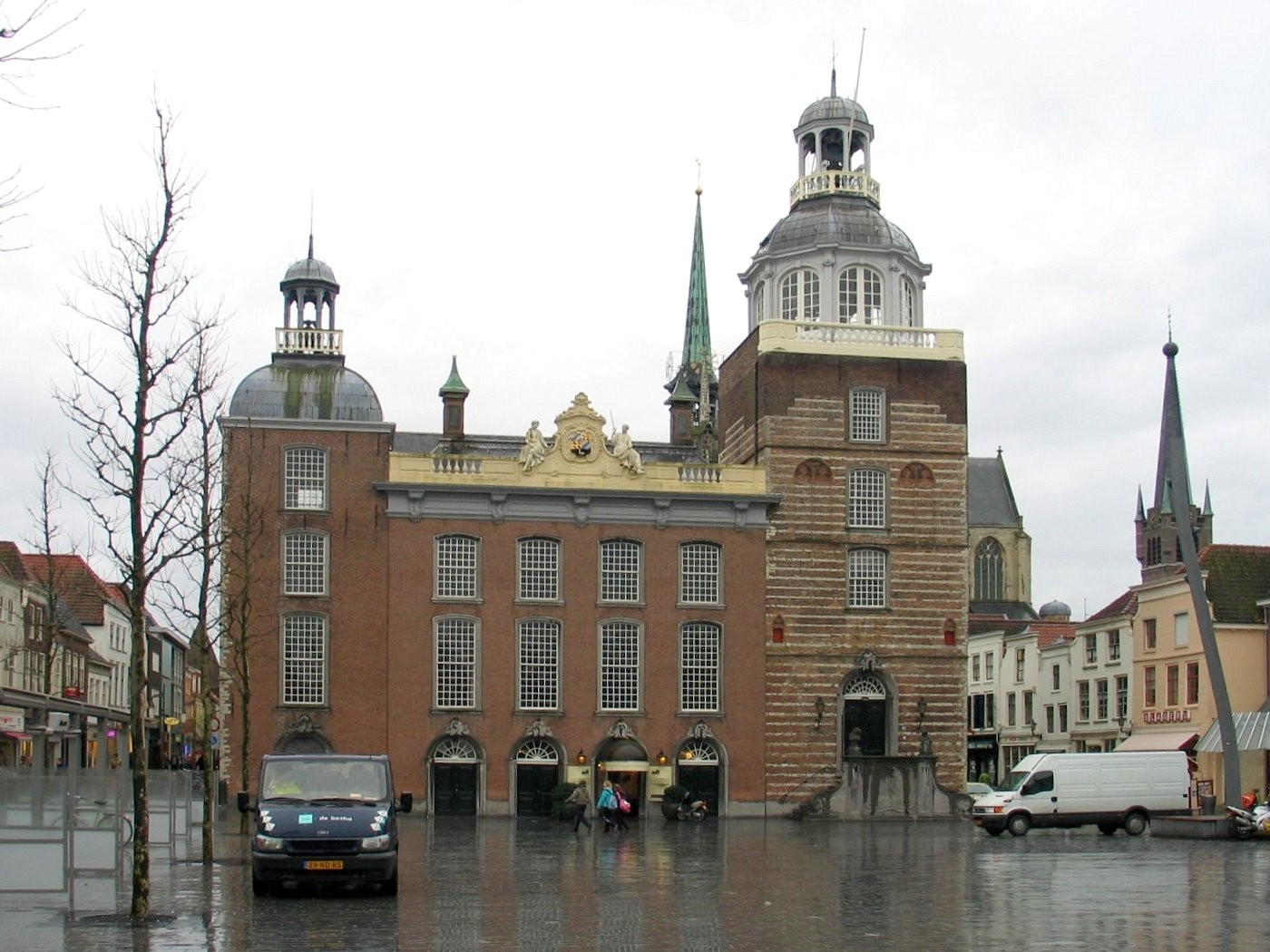
Het stadhuis
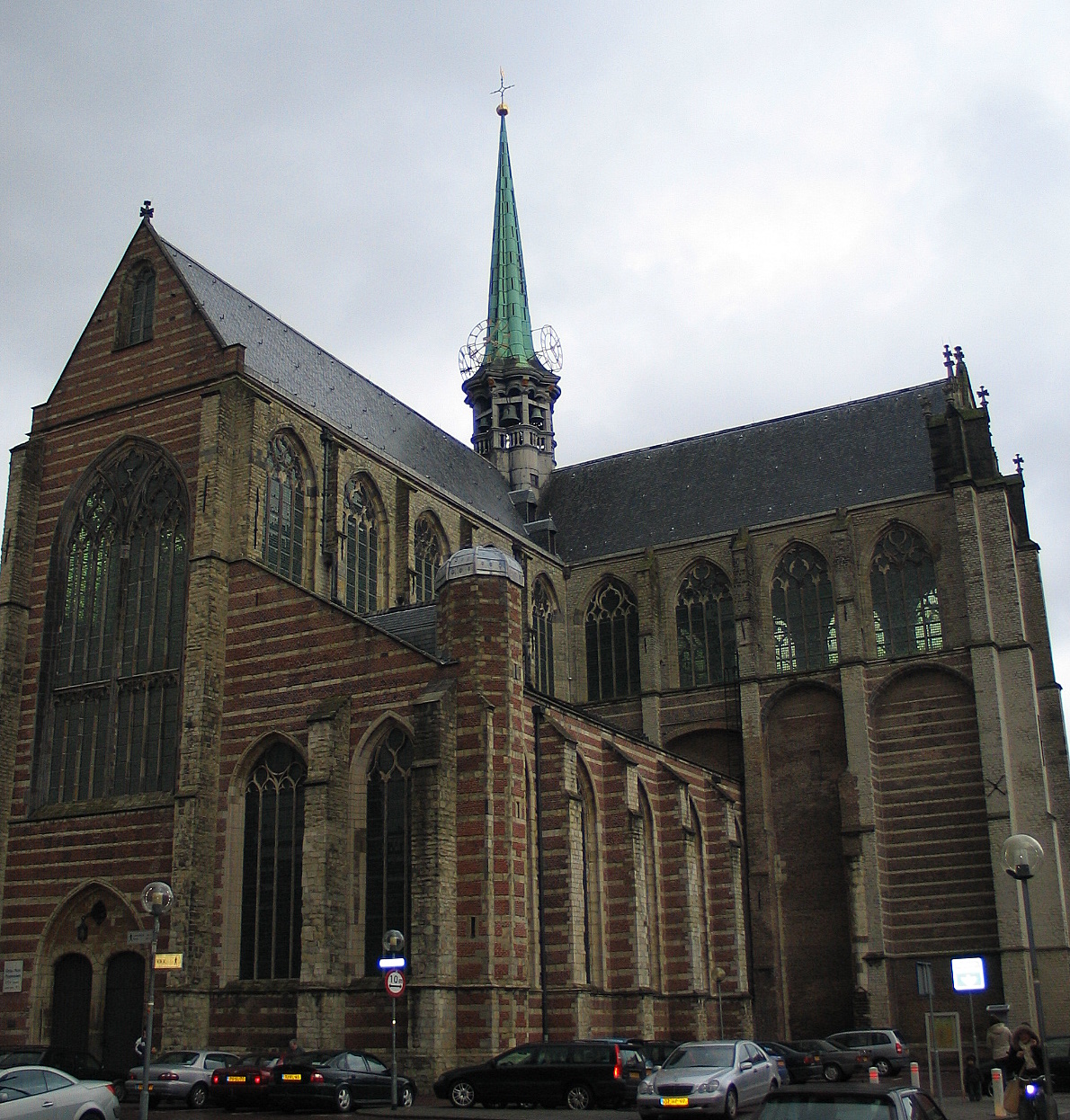
Grote of Maria Magdalenakerk
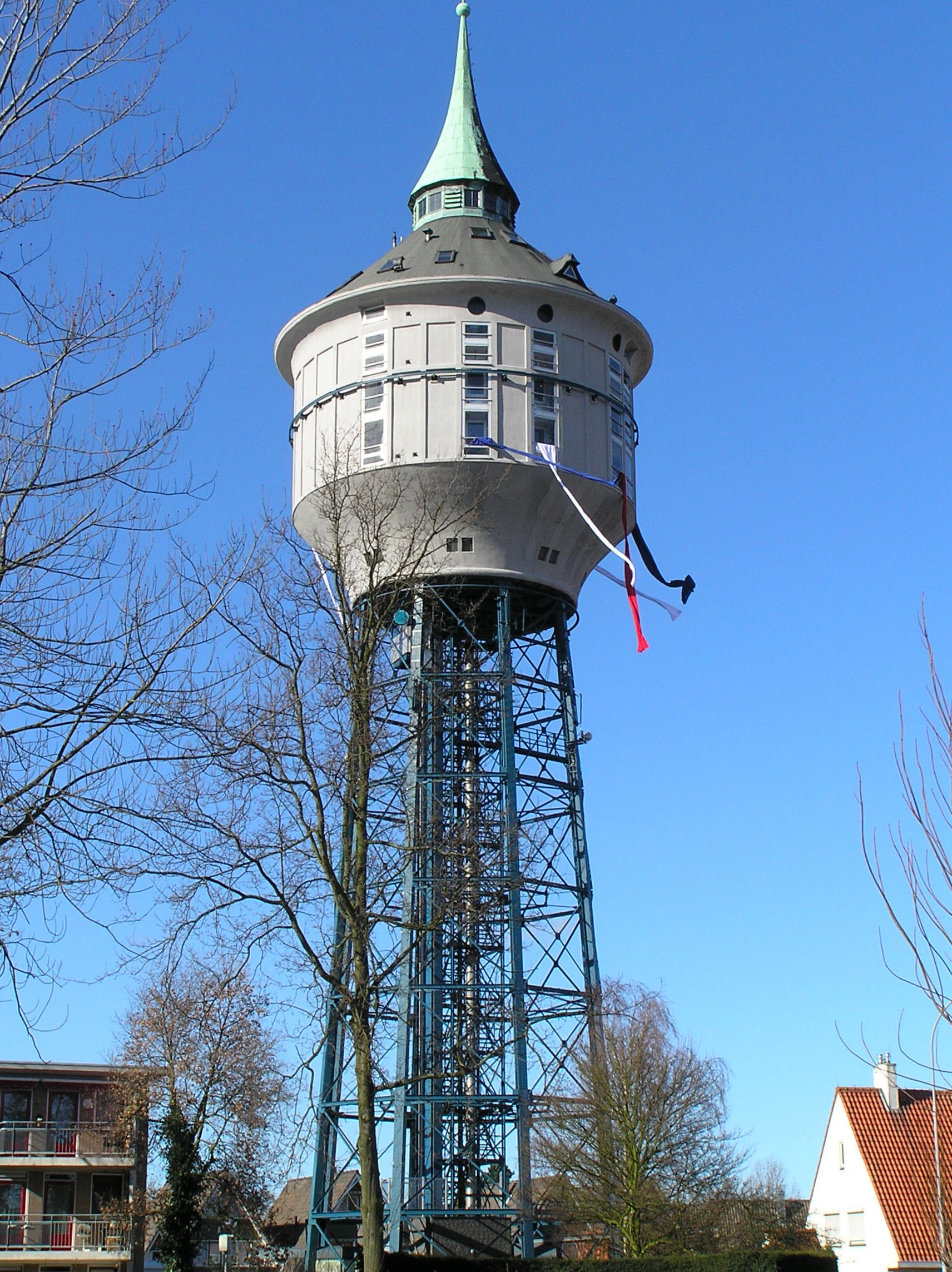
De watertoren
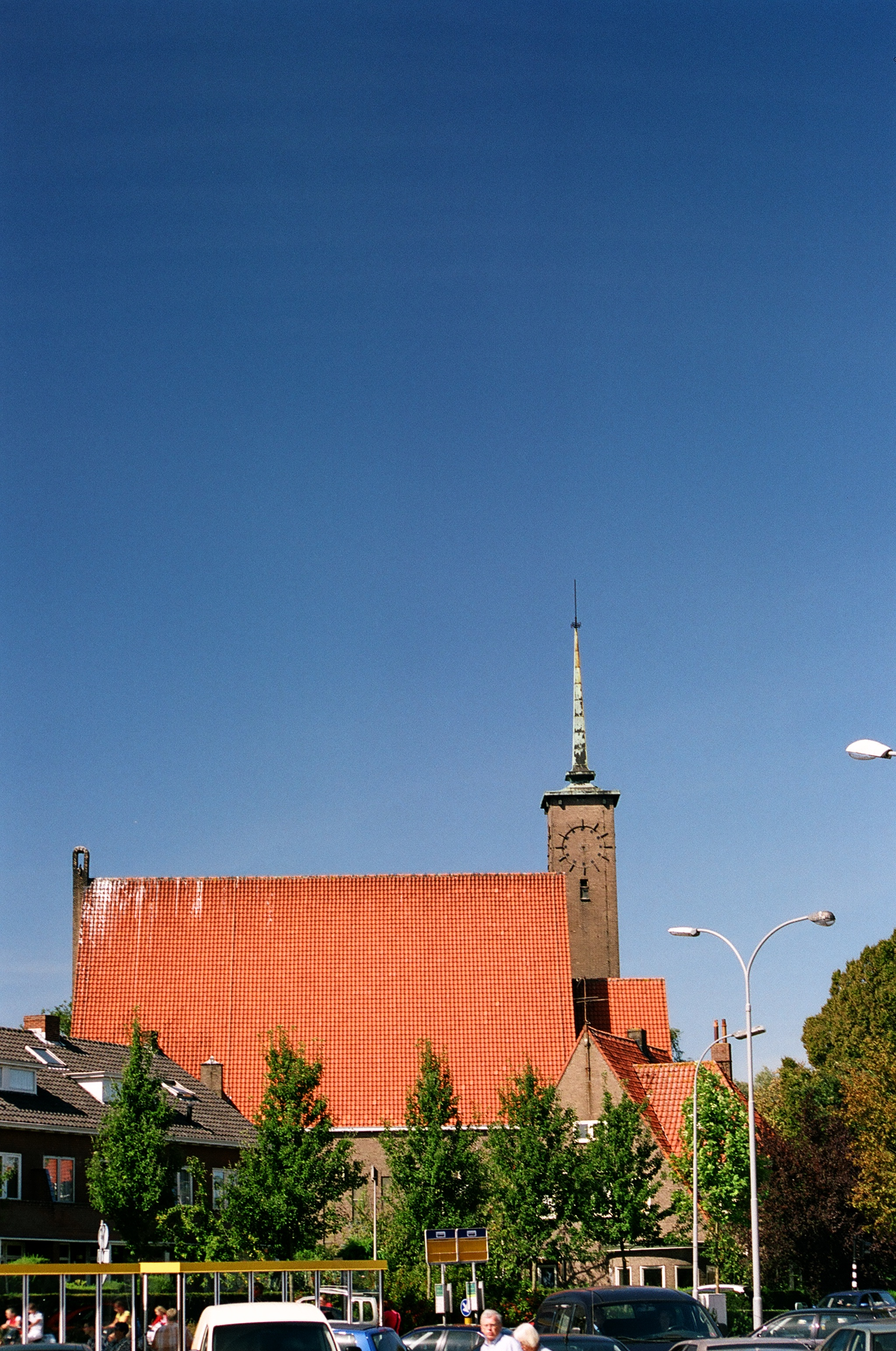
Westerkerk
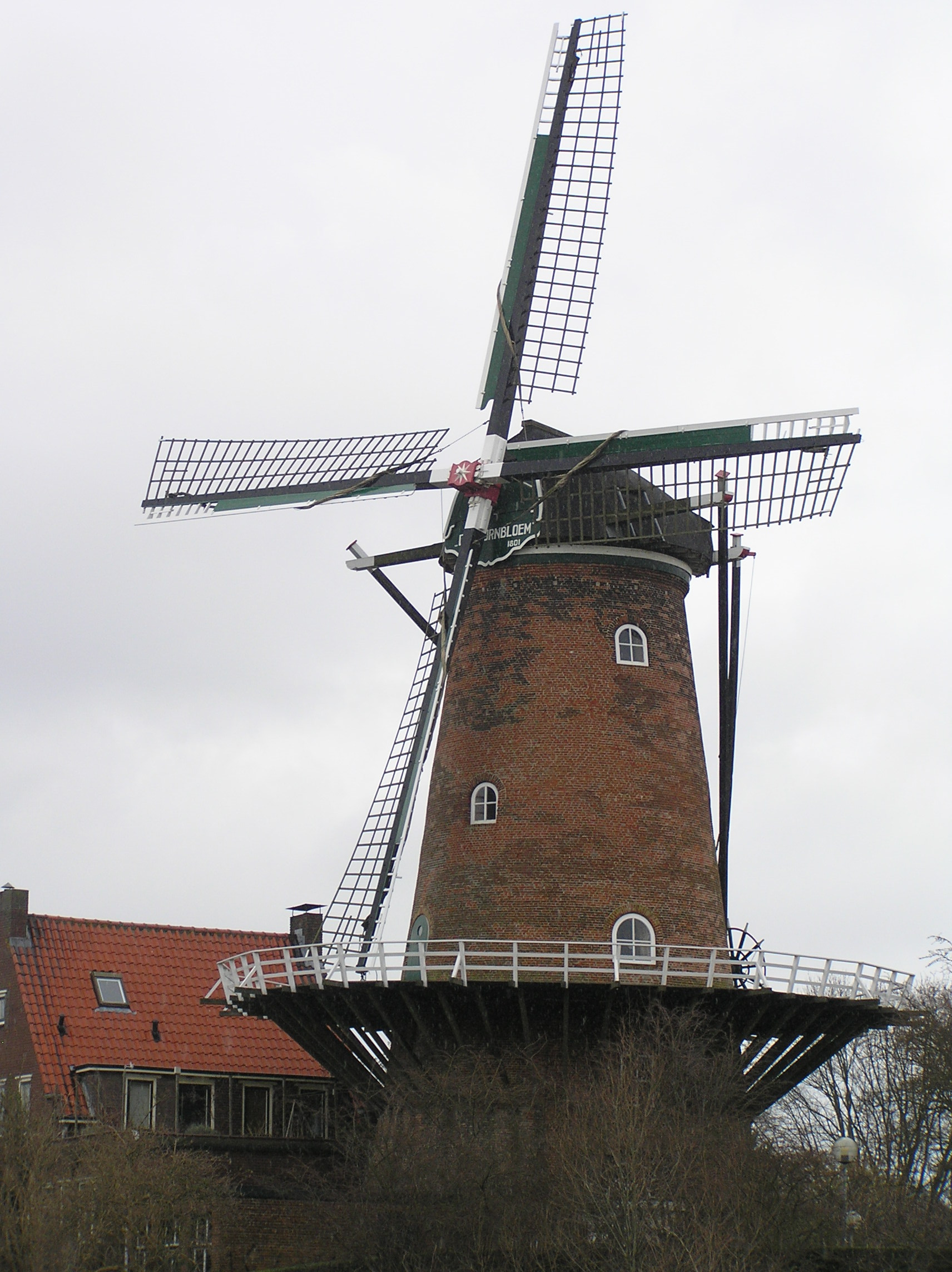
De Koornbloem
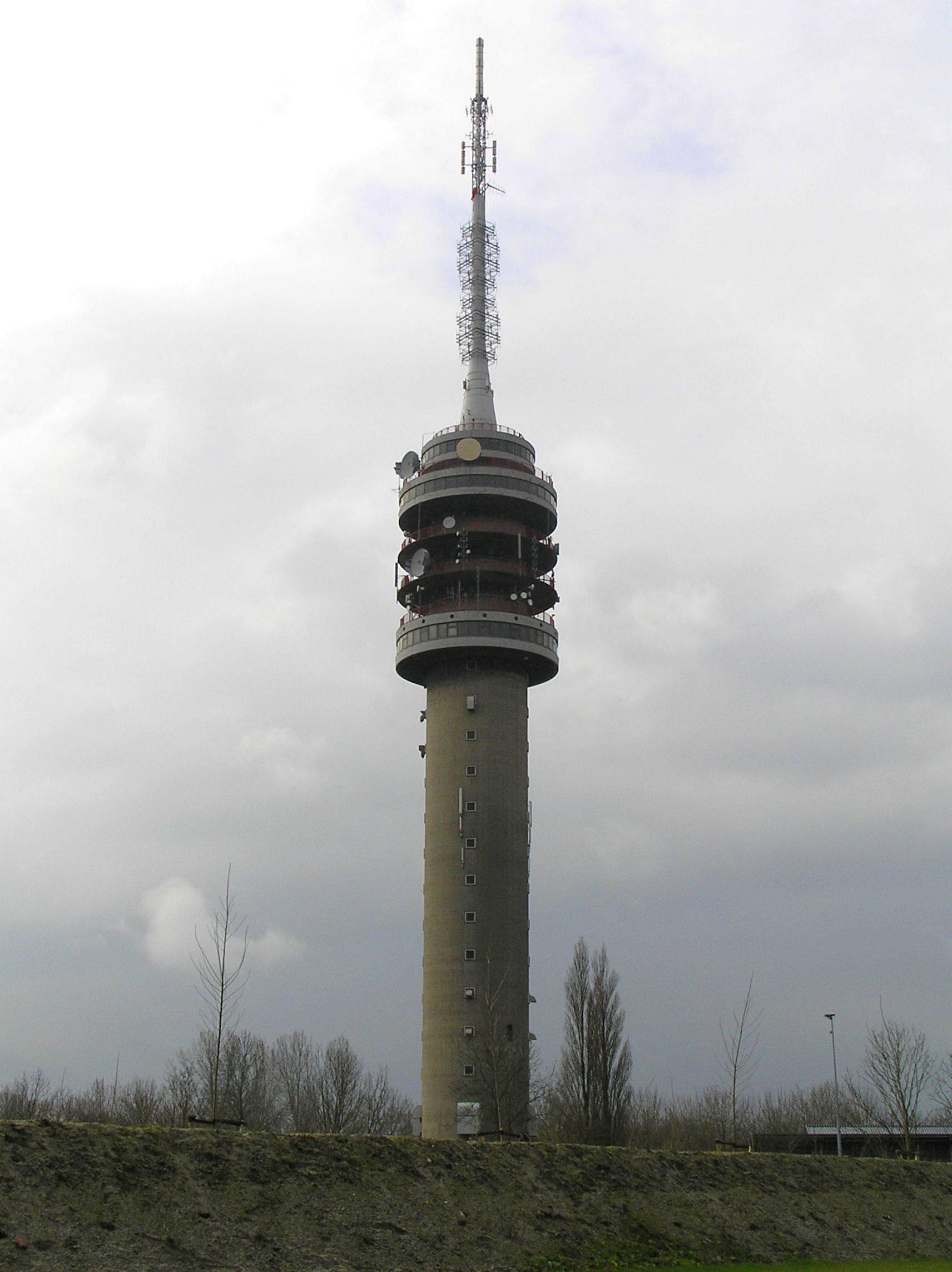
De Televisietoren Goes
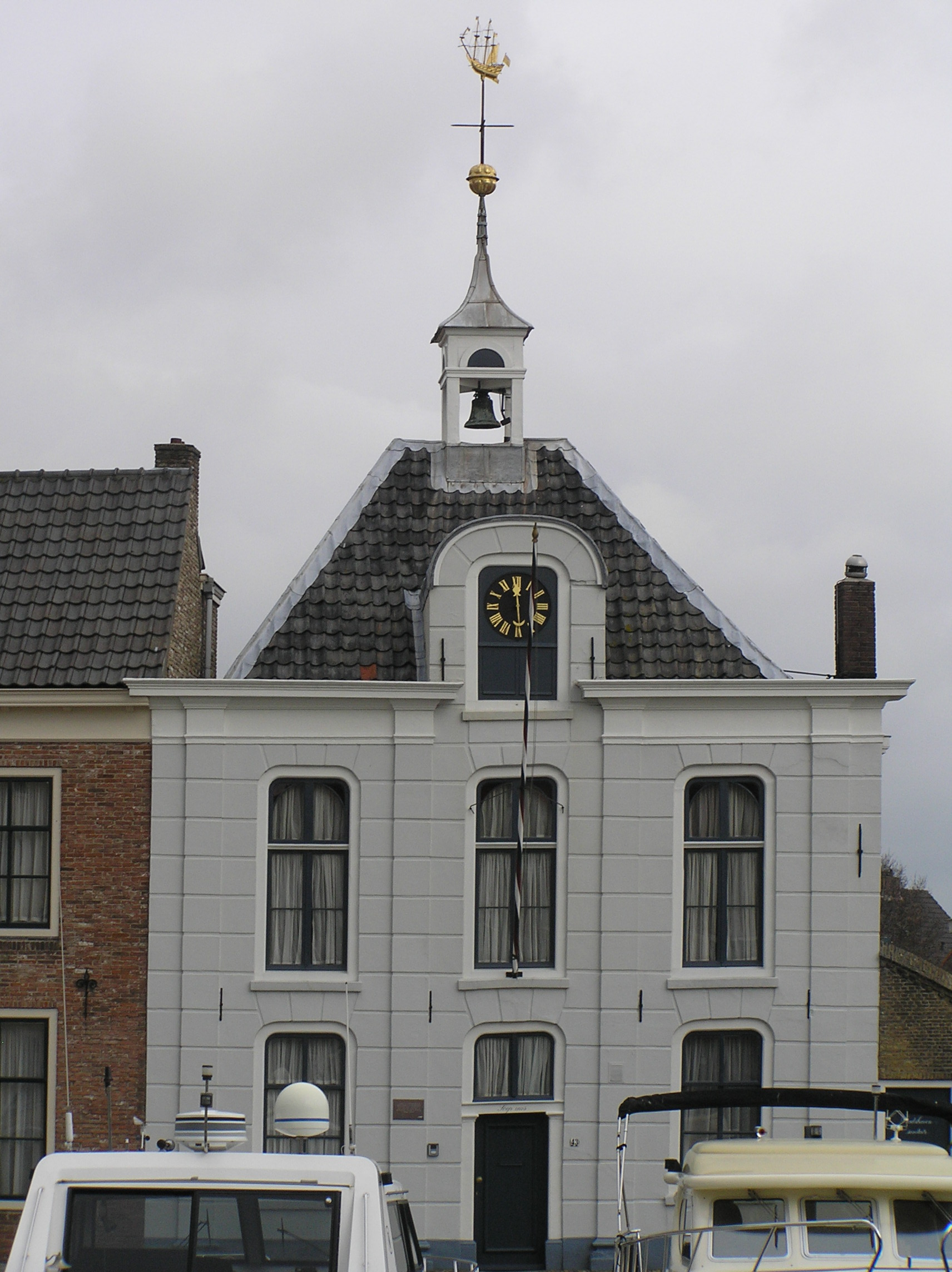
Getijwaterkorenmolen 't Soepuus
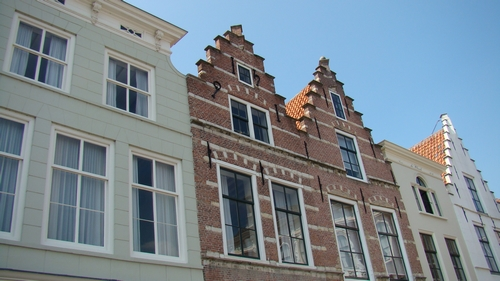
Trapgevels in Goes
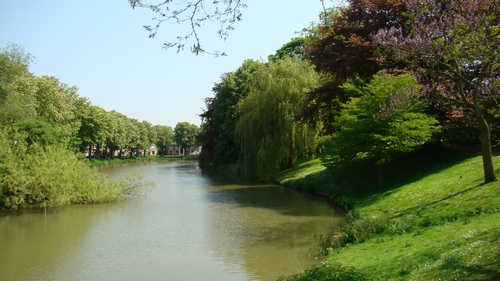
Stadsgracht ("de Veste")
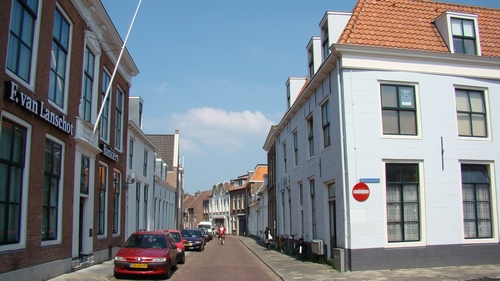
Kijk op de Nieuwstraat vanaf de Beestenmarkt
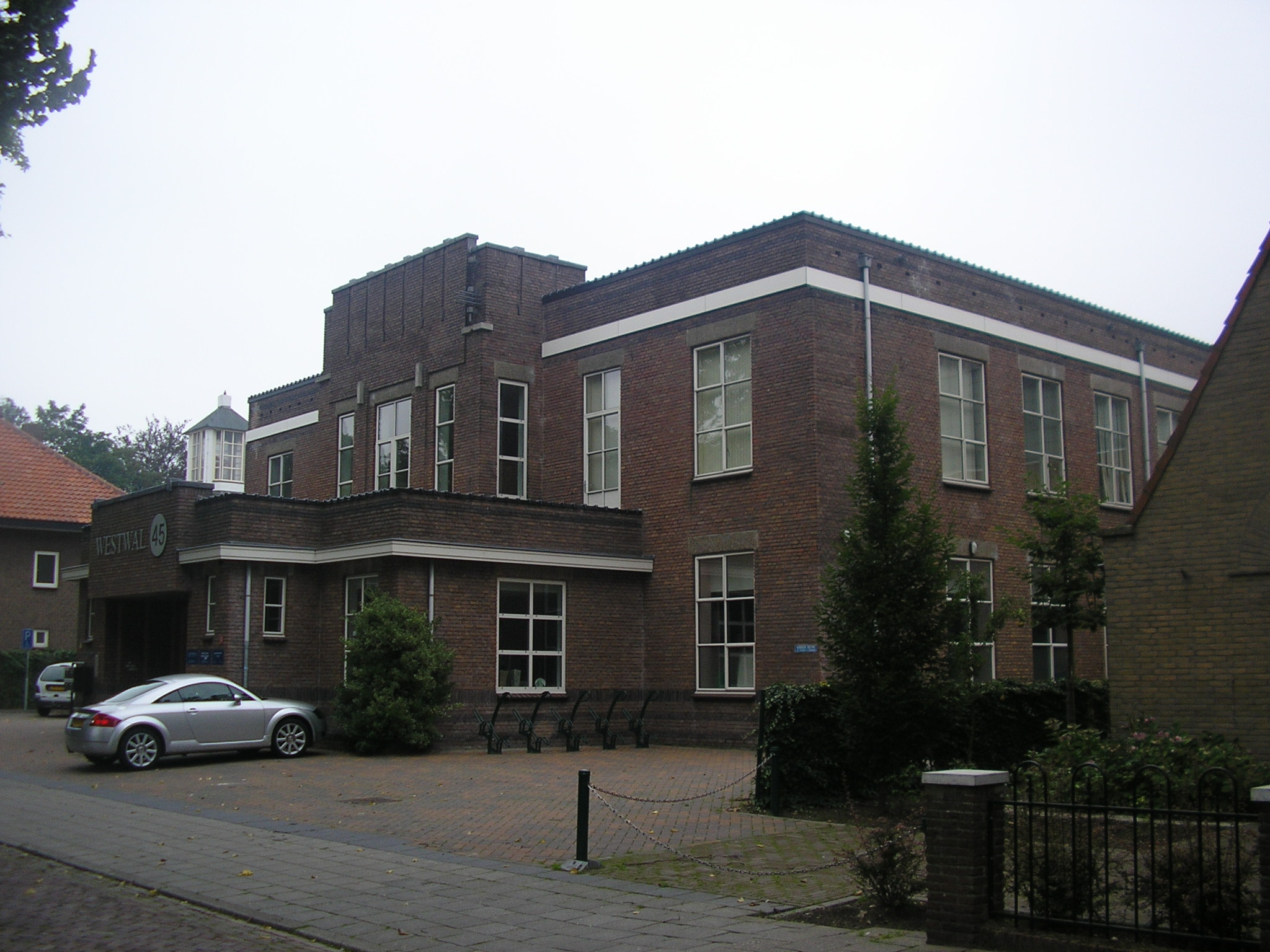
Cultuurhuis in Amsterdamse Schoolstijl
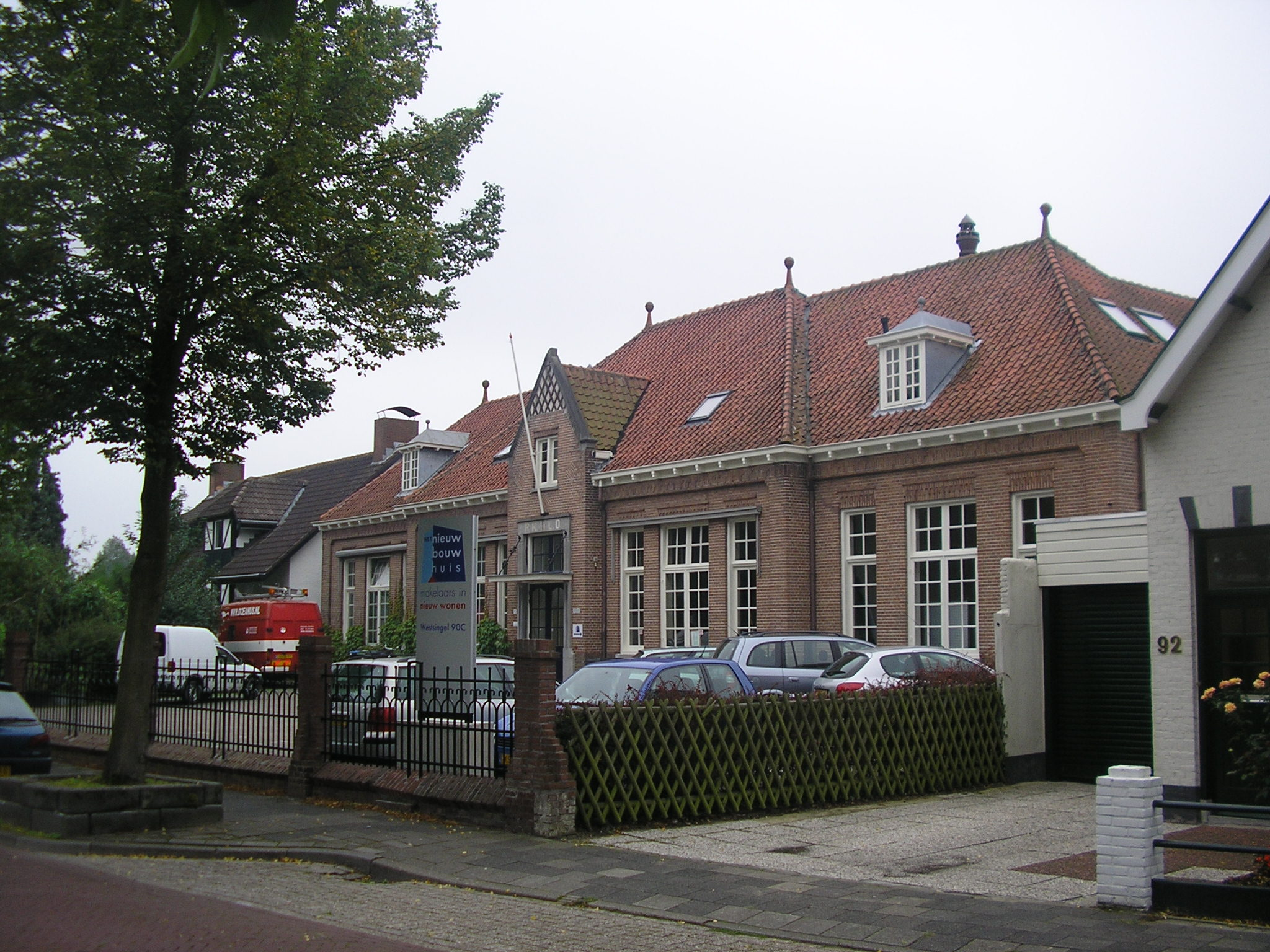
Voormalige RK ULO